# University of Virginia

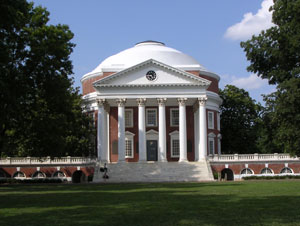
Die Rotunda, das Wahrzeichen der University of Virginia

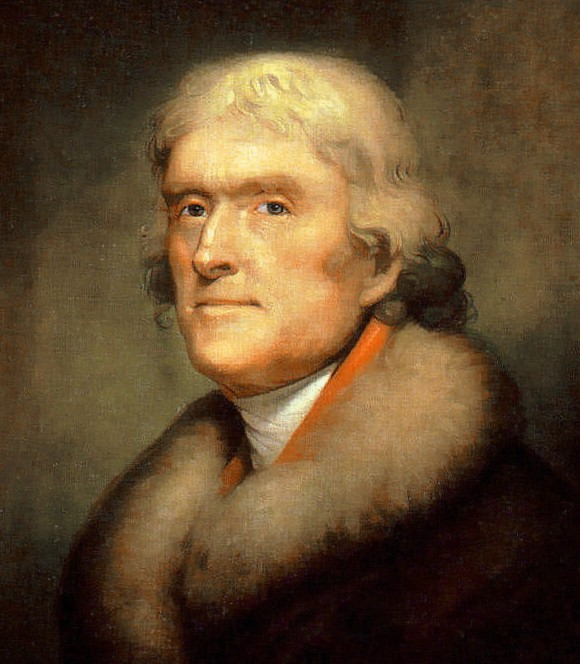
Thomas Jefferson (1805): US-Präsident, Architekt und Gründer der Universität

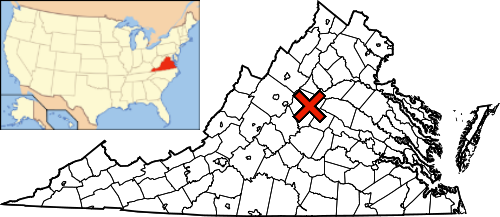
Lage der Universität im Bundesstaat Virginia (links Vereinigte Staaten)

Die University of Virginia (Universität von Virginia) – kurz UVa oder U.Va. (englisch ausgesprochen als U-V-A: juːviːˈeiː) – ist eine staatliche Universität in den Vereinigten Staaten von Amerika und liegt in Charlottesville im Bundesstaat Virginia. Sie wurde 1819 auf Betreiben von Thomas Jefferson, dem dritten Präsidenten der Vereinigten Staaten, gegründet. Die zentralen Gebäude der Universität – das sogenannte „akademische Dorf“ – wurden von Thomas Jefferson unter Mitwirkung von Benjamin Latrobe im Stil des Klassizismus entworfen und stehen auf der Liste des Weltkulturerbes der UNESCO.
Die University of Virginia ist Mitglied der Association of American Universities, eines seit 1900 bestehenden Verbundes der führenden nordamerikanischen Forschungsuniversitäten, und zählt zu den Public-Ivy-Universitäten.
Die Universität bietet zahlreiche Bachelor-, Master- und Ph.D.-Studiengänge an, vor allem in den Geistes-, Natur- und Ingenieurwissenschaften.

## Geschichte

### Allgemeine Geschichte

#### 1800–1826: Vorbereitungen und Gründung
Mindestens seit dem Jahr 1800 hegte der aus Virginia stammende Thomas Jefferson, damals Vizepräsident der Vereinigten Staaten, den Plan, in Virginia neben dem College of William and Mary eine zweite Universität zu gründen. Am College of William and Mary, das er selbst besucht hatte, kritisierte er vor allem die starke religiöse Prägung der Hochschule und das Fehlen von naturwissenschaftlichen Fächern. Außerdem besuchten viele Studenten aus Virginia Universitäten im Norden der Vereinigten Staaten, was Jefferson ablehnte, weil sie dort nördliche Wertvorstellungen lernten, die sie gegen die vermeintlich überlegene, landwirtschaftlich geprägte Lebensweise der Südstaaten – einschließlich der Sklaverei – aufbrächten.
Nach dem Ende seiner Amtszeit als Präsident der Vereinigten Staaten im Jahr 1809 zog sich Jefferson auf seinen Wohnsitz Monticello bei Charlottesville zurück und trieb in den folgenden Jahren seinen Plan für eine Universität voran. Ab 1814 nutzte er dafür die Albemarle Academy, eine 1804 gegründete, aber bisher nur auf dem Papier bestehende Akademie, die Jefferson 1816 von der Virginia General Assembly (d. h. Delegiertenhaus und Senat) zum Central College aufwerten ließ – also einer Hochschule, die Bachelorabschlüsse vergibt. 1814 wurde Jefferson zum Trustee des College gewählt. Das Gelände, auf dem die Hochschule gegründet werden sollte, wurde 1817 James Monroe, dem fünften Präsidenten der Vereinigten Staaten, abgekauft. Es lag damals außerhalb des Stadtgebiets von Charlottesville. Schon am 31. August des Jahres wurde der Grundstein für das erste Gebäude der Hochschule gelegt, in Anwesenheit des eigens angereisten residierenden US-Präsidenten Monroe und – mit Jefferson und James Madison – zweier von insgesamt erst vier ehemaligen US-Präsidenten; Washington war bereits verstorben, damit war der in Massachusetts wohnende John Adams der einzige lebende Expräsident des Landes, der der Feierlichkeit nicht beiwohnte.

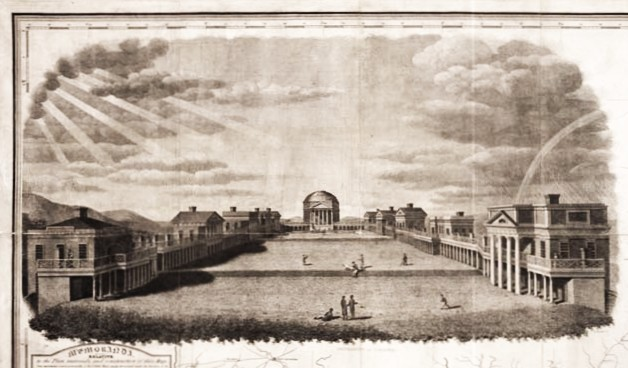
Eine der frühesten Abbildungen der University of Virginia, 1826, auf einer Landkarte von Virginia

Sogleich nach der Grundsteinlegung arbeiteten Jefferson und seine Unterstützer darauf hin, den Status des college in den einer university – einer Hochschule, die Abschlüsse über den Bachelor hinaus vergeben kann – zu ändern. Auf Betreiben Jeffersons und des ihn unterstützenden Politikers Joseph C. Cabell beschloss das Parlament von Virginia, eine weitere staatliche Universität einzurichten. Mehrere Orte bewarben sich darum (vor allem Staunton und Lexington), zumal in Aussicht stand, dass die Hauptstadt von Virginia aus Richmond fortverlegt würde; der Standort der staatlichen Universität hätte dann große Chancen, zur neuen Hauptstadt Virginias zu werden. Jefferson und Cabell gelang es letztlich, sich mit ihren Universitätsplänen gegen die Mitbewerber durchzusetzen: Am 19. Januar verabschiedete das Delegiertenhaus von Virginia ein Gesetz (University Act), das das Central College zur staatlichen University of Virginia erhob, und am 25. Januar 1819 stimmte auch der Senat von Virginia entsprechend ab. Das Datum gilt als das formelle Gründungsdatum der Universität.

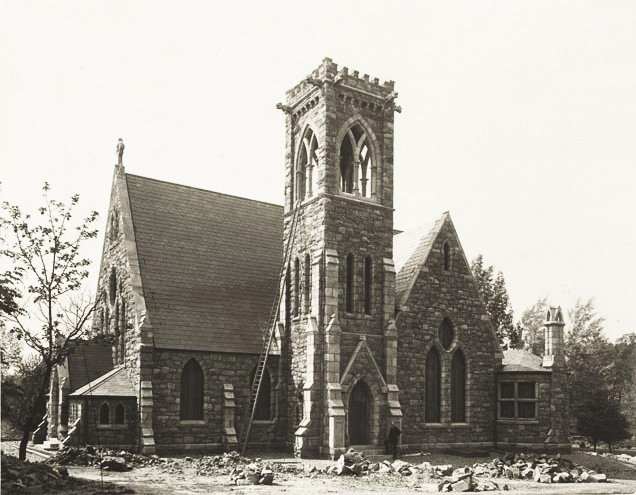
Bau der Kapelle ca. 1889

Jefferson selbst entwarf – unter Anregungen vor allem von Benjamin Latrobe – die Pläne für die Universitätsgebäude (siehe Campus der Universität) und suchte sowohl in Nordamerika als auch in Europa nach Professoren für die Fächer Philosophie, Kunst (arts), Fremdsprachen, Naturwissenschaft, Rechtswissenschaft und Medizin. Innerhalb ihres fachlichen Schwerpunkts hatten die Professoren auch Spezialisierungen auf von Jefferson ausgesuchte, weniger traditionelle Studienfächer zu unterrichten, so dass die University of Virginia die erste Universität der Vereinigten Staaten wurde, die das Studium von Bereichen wie Astronomie, Architektur, Botanik, Philosophie und Politikwissenschaft anbot. Theologie dagegen stand – und steht bis heute – nicht auf dem Lehrplan, ganz im Gegensatz zu anderen zeitgenössischen Hochschulen, die fast alle stark religiös geprägt waren und zum Teil die Funktion eines Priesterseminars hatten. Die Kapelle der Universität wurde erst 1885–1890 und entgegen den Plänen Jeffersons gebaut.

#### 1826–1850: Unterrichtsaufnahme und Probleme der ersten Jahre
Aufgrund von Verzögerungen bei den Bauarbeiten und den transatlantischen Reisen dauerte es noch bis zum 7. März 1825, bevor der Universitätsbetrieb für die ersten 123 Studenten und acht junge Dozenten aufgenommen werden konnte. Sieben der Professoren waren im Ausland geboren und fünf von ihnen – vier Briten und ein Sachse – zogen erst für ihre neue Stelle in die Vereinigten Staaten. Erst nach und nach beschäftigte die Universität mehr US-amerikanische Professoren. (Zum Vergleich: An der damals fast 200 Jahre alten Harvard-Universität unterrichteten 1821 ca. 20 Professoren.)
Wie in den Vereinigten Staaten des 19. Jahrhunderts üblich, bot die University of Virginia zunächst vor allem Master-Studiengänge an. Der erste Universitätsabschluss in Medizin (M.D.) wurde 1828 vergeben, der erste Master of Arts 1831 und der erste Abschluss in Rechtswissenschaften 1842. Im Laufe der nächsten Jahre stiegen die Zahlen der Studenten und Professoren und Dozenten an, und das Fächerangebot wuchs insbesondere um die Ingenieurwissenschaften (1836).
In den ersten Jahren gab es immer wieder Zwischenfälle und Unruhen der Studenten. Viele Studenten waren Söhne von Plantagenbesitzern und gewohnt, eigene Waffen zu besitzen und von Sklaven bedient zu werden; sie ordneten sich nicht unter und wiegelten auch die übrigen Studenten auf. Sie missbrauchten die ihnen nach Jeffersons Plänen gewährten Freiheiten, es kam zu Konflikten mit den Professoren, vor allem einigen der Europäer. Bereits im ersten Jahr wollten zwei Professoren kündigen, nachdem sie von maskierten Studenten terrorisiert worden waren. Die Beziehungen zwischen Studenten und Professoren besserten sich etwas, aber auch in den nächsten Jahren flackerten immer wieder Unruhen auf. Auch untereinander trugen die Studenten Streitigkeiten aus, sie fochten sogar Duelle. Ihren Höhepunkt fand die Entwicklung, als am 12. November 1840 ein maskierter Student und Unruhestifter den Juraprofessor und Vorsitzenden der Professoren erschoss, nachdem der aus seinem Pavillon getreten war und ihm die Maske vom Gesicht streifen wollte. Der Schock über den Todesfall brachte die Studenten zur Besinnung und änderte schließlich die Beziehung zu den Professoren (siehe auch Ehrenkodex der Universität).

#### 1850–1900: Amerikanischer Bürgerkrieg und Brand der Rotunda
Zu Zeiten des Amerikanischen Bürgerkriegs war die University of Virginia nach Harvard die zweitgrößte Universität der Vereinigten Staaten. Während des Krieges wurde der Staat Virginia – als Grenzstaat, als Heimatstaat der Südstaaten-Hauptstadt (Richmond) und aufgrund seiner Lage in unmittelbarer Nähe der Nordstaaten-Hauptstadt (Washington) – Schauplatz von mehr Schlachten als jeder andere Staat der Vereinigten Staaten. Obwohl einige Schlachten weniger als 100 km von Charlottesville entfernt stattfanden, wurde der Universitätsbetrieb, anders als an vielen anderen Hochschulen der Südstaaten, nicht unterbrochen. Nach der ersten Schlacht von Manassas (1861) und im Fortgang des Kriegs dienten der zentrale Universitätsbau der Rotunda und andere Universitätsgebäude als Militärhospital. Im März 1865 marschierte die Nordstaaten-Armee unter Brigadegeneral George A. Custer, bekannt vor allem für seine spätere Niederlage am Little Bighorn gegen die verbündeten Lakota-Sioux, Arapaho und Cheyenne, in Charlottesville ein. Vertreter der Stadt und der Universität kamen mit Custer am Rande des Hochschulgeländes zusammen und überzeugten ihn davon, die Universität zu schonen. Die Truppen der Nordstaaten schlugen ihr Lager im Zentrum der Universität (Lawn) auf und verwüsteten einige der umliegenden Gebäude (Pavillons), aber es kam zu keinem Blutvergießen.
Ab 1868 vergab die Universität auch Bachelor-Abschlüsse, doch erst 1899 wurde der Bachelor das primär angebotene Studienziel.

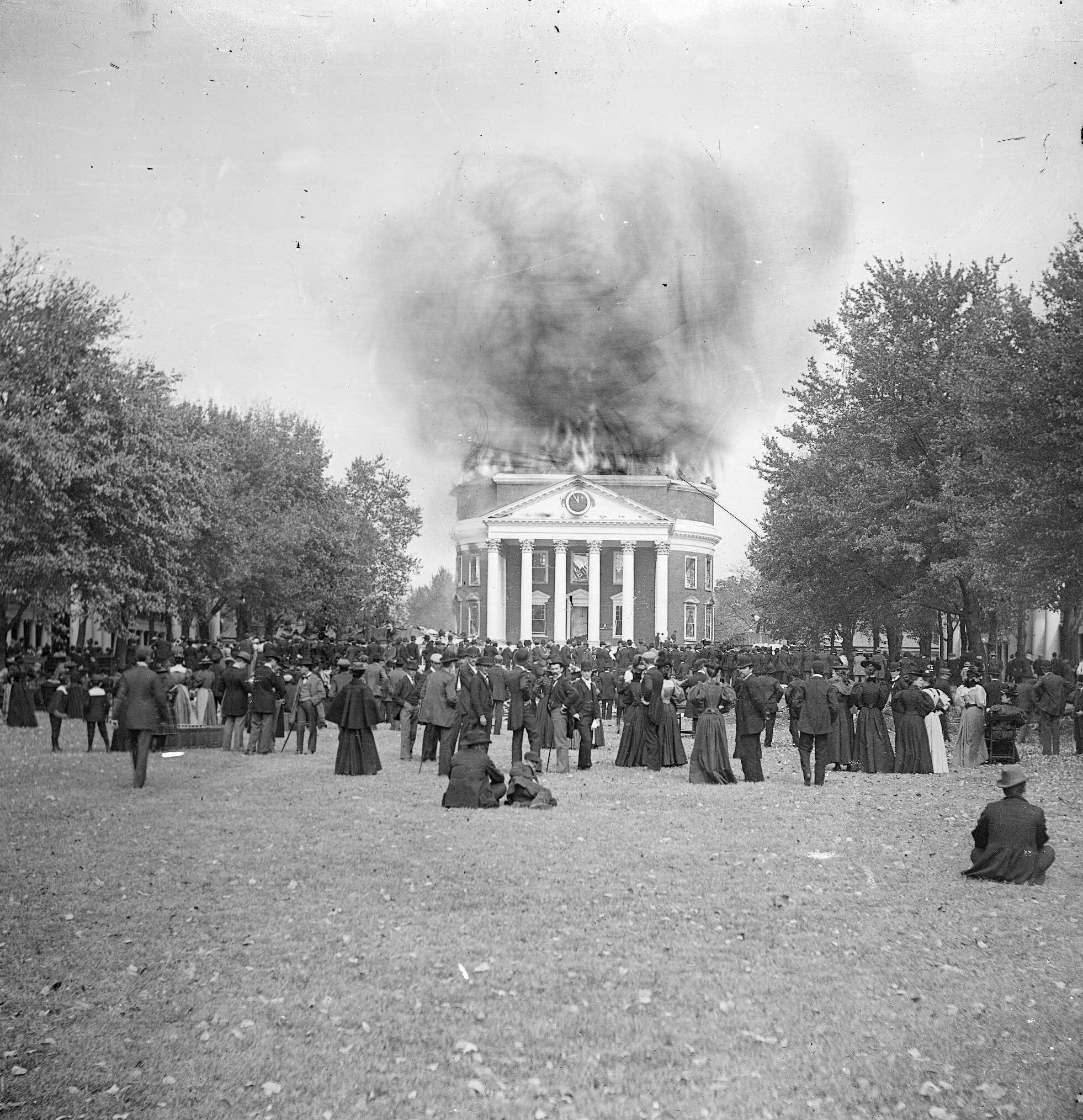
Brand der Rotunda 1895

Am 27. Oktober 1895 kam es zu einem Brand im zentralen Gebäude und Wahrzeichen der Universität, der Rotunda. Das Feuer war im Anbau des Baus entstanden. Der Mathematikprofessor William H. „Reddy“ Echols, nach dem 1960 ein prestigeträchtiges Förderungsprogramm für begabte Studenten (honor student program) benannt wurde, versuchte, den Brand mit einer Explosion von ca. 45 kg Dynamit einzudämmen, das er vom Dach der Rotunda auf die in Flammen stehende Verbindung zwischen Rotunda und Anbau warf. Stattdessen löste er damit den Einsturz der Gebäudekuppel der Rotunda aus. Nur 17.194 Bücher des über 56.000 Titel umfassenden Bestandes konnten gerettet werden. Mithilfe von Dynamit und Wasser gelang es immerhin, ein Übergreifen des Feuers auf die nächstliegenden Pavillons zu verhindern. Die Rotunda wurde unter Leitung des New Yorker Architekten Stanford White in veränderter Form wiederaufgebaut.

#### 1900–1970: Weiteres Wachstum
Jeffersons ursprüngliche Pläne hatten vorgesehen, dass nicht ein einzelner Präsident die Universität leiten solle, sondern ein mehrköpfiger Rat (Board of Visitors). Die ständig wachsende Universität (u. a. 1902 Fachbereich für Wirtschaft, sog. McIntire School of Commerce, 1906 Curry School of Education) brachte den Rat zur Ansicht, dass für die Zukunft ein Präsident notwendig würde. Nachdem der Virginia-Absolvent und spätere US-Präsident Woodrow Wilson das ihm angetragene Stellenangebot abgelehnt hatte, wurde im Jahr 1905 Edwin Anderson Alderman, ein fortschrittlicher Pädagoge und in den gesamten Vereinigten Staaten bekannter Redner, der erste Präsident der Universität. Er setzte bis zu seinem Tod 1931 eine Reihe von Reformen für die Universität und den Bundesstaat Virginia durch, unter anderem führte er an der Universität eines der ersten Programme zur finanziellen Unterstützung von Studenten in den Vereinigten Staaten ein.

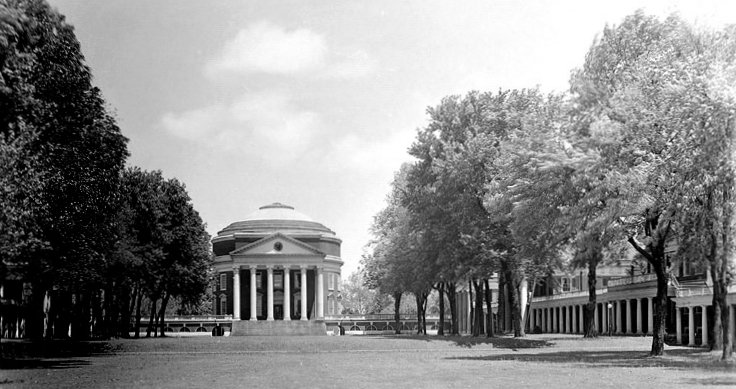
Der Lawn mit der neu gestalteten Rotunda 1914

Die Universität wuchs weiterhin und erreichte im Jahr 1929 eine Größe von 290 Dozenten (1904: 48) und 2450 Studenten (1904: 290). Während des Ersten Weltkriegs richtete die Universität militärische Kurse ein. Acht von zehn Studenten traten außerdem dem neugegründeten Trainingscorps für Reserveoffiziere (Reserve Officers’ Trainings Corps – ROTC) bei.
1940 kam Franklin D. Roosevelt, der 32. US-Präsident, an die University of Virginia, um bei der Abschlussfeier seines Sohnes, Franklin D. Roosevelt Junior, (Jura) anwesend zu sein. Anstelle seiner geplanten Ansprache für die Universitätsabsolventen hielt er am 10. Juni 1940 spontan seine historische Stab-in-the-Back-Rede (engl. für: Dolchstoß in den Rücken), in der er den Eintritt Italiens in den Zweiten Weltkrieg verurteilte. Vier Jahre später führte der Kriegseintritt der Vereinigten Staaten zu einem drastischen Rückgang der Studentenzahlen auf 1322 (1939: 3000).
Die Zahlen erholten sich nach Kriegsende rasch wieder, vor allem aufgrund der GI Bills, der allen Kriegsveteranen ein Hochschulstudium erlaubte. Die 50er Jahre brachten eine Verdopplung der Studentenzahlen und eine Verdreifachung der Professoren- und Dozentenzahlen (im Vergleich zu Vorkriegszahlen) sowie die Gründung mehrerer neuer Fachbereiche und die Auslagerung und Erweiterung bestehender Fächer in autonome Institute (schools: 1951 School of Architecture, 1954 Graduate Business School (ab 1974: Darden Graduate School of Business Administration), 1956 School of Nursing).
1954 beteiligte sich die University of Virginia mit zunächst 5.000 US-Dollar an den Kosten für den Aufbau des Clinch Valley College of the University of Virginia (ab 1999: University of Virginia’s College at Wise) in Wise (Nähe Norton) im Wise County im Südwesten von Virginia. Das College bot anfangs nur zweijährige Studiengänge an, 1970 vergab es die ersten Bachelor-Abschlüsse nach der in den Vereinigten Staaten üblichen Studiendauer von vier Jahren. Heute ist das University of Virginia’s College at Wise das einzige Zweig-College der University of Virginia und genießt einen für ein staatliches Liberal-Arts-College sehr guten Ruf, kann aber – wie die anderen staatlichen Liberal-Arts-Colleges der Vereinigten Staaten – den Vergleich mit den besten privaten nicht aufnehmen.

#### 1970–2000: Studentenproteste 1970 und Pflege des architektonischen Erbes
Im Mai 1970 fanden in den Vereinigten Staaten landesweit Studentenproteste gegen den Vietnamkrieg und gegen den Tod von vier Studenten statt, die an der Kent State University bei Antikriegsdemonstrationen von der Polizei erschossen worden waren (Kent-State-Massaker). Auch an der University of Virginia kam es zu Studentendemonstrationen und Konfrontationen mit der Universitätsleitung. Der derzeitige Präsident der University of Virginia, Edgar F. Shannon junior, suchte den Dialog mit Studentenführern und aufgebrachten Demonstranten. Er überzeugte die Professoren, Abwesenheit und verspätet eingereichte Arbeiten zu entschuldigen, damit sich die Studenten „auf konstruktive Aktionen in der Richtungsänderung der Kriegspolitik des Landes konzentrieren“ könnten (concentrate on constructive action in the re-direction of the nation’s war policy). Die Haltung des Präsidenten erntete Kritik von der US-amerikanischen Regierung und vielen ehemaligen Studenten, aber Anerkennung von Studenten und Professoren. Shannon verteidigte seine Haltung später durch den Hinweis, dass die Studentenunruhen an mehreren Hundert der großen US-Universitäten zu drastischen Folgen geführt hätten, woraufhin die meisten ihren Universitätsbetrieb aussetzen oder die Universität vorübergehend schließen (z. B. Princeton von Anfang Mai bis zum nahen Semesterende) mussten. An der University of Virginia seien hingegen keine Veranstaltungen ausgesetzt oder abgesagt worden; nach Aussagen von Shannon blieben die Teilnehmerzahlen an Universitätsveranstaltungen in vielen Fachbereichen und Instituten fast unverändert und kehrten in den übrigen Instituten bis zum 13. Mai auf ein weitgehend normales Niveau zurück.
1973–1976 wurden die nach dem Brand der Rotunda vorgenommenen Änderungen in weiten Teilen rückgängig gemacht, so dass der Bau heute dem Ursprungszustand wieder näherkommt. 1987 nahm die UNESCO die von Jefferson entworfenen Gebäude der Universität, einschließlich der Rotunda, gemeinsam mit Jeffersons nahegelegenem Wohnsitz Monticello als 442. Objekt in ihre Liste des Weltkultur- und Weltnaturerbes der Menschheit auf. Die Auswahl traf sie gemäß den Kriterien für Weltkulturgüter I, IV und VI. Die University of Virginia wurde damit weltweit die erste Universität auf der UNESCO-Liste; seither wurden noch zwei weitere Universitäten ausdrücklich (Alcalá de Henares, 1998; Universitätsstadt von Caracas, 2000) und die Universität von Salamanca 1988 als Teil der Altstadt als Welterbe ausgezeichnet.

#### Seit 2000: Erweiterungen
Im Oktober 2001 kündigte das Board of Visitors an, einen Teil des Universitätsgeländes im Süden der altehrwürdigen, von Jefferson entworfenen Universitätsgebäude von dem renommierten modernen Architekturbüro Polshek Partnership neugestalten und erweitern zu lassen. Anlass des sogenannten South Lawn Project waren der schlechte bauliche Zustand des Gebäudes New Cabell Hall, das die meisten Veranstaltungsräumen der Universität beherbergt, und ein gestiegener Raumbedarf. Im Frühjahr 2005 wurde die Zusammenarbeit mit Polshek Partnership beendet, da der Neubau teuer und für manchen Geschmack zu modern zu werden drohte. Stattdessen werden New Cabell Hall renoviert und ein zusätzlicher Neubau in konservativem rotem Backsteinstil mit weißen Bauelementen errichtet, ähnlich den alten Gebäuden der Universität (Stand 2008). Das Projekt löste kontroverse Diskussionen aus: Den einen war der ursprüngliche Entwurf zu modern für die Lawn-nahe Lage, den anderen – unter anderem den Architekturprofessoren der Universität – gilt der nun durchgeführte konservative Entwurf als unkreatives Nachäffen von Jeffersons Architekturstil.

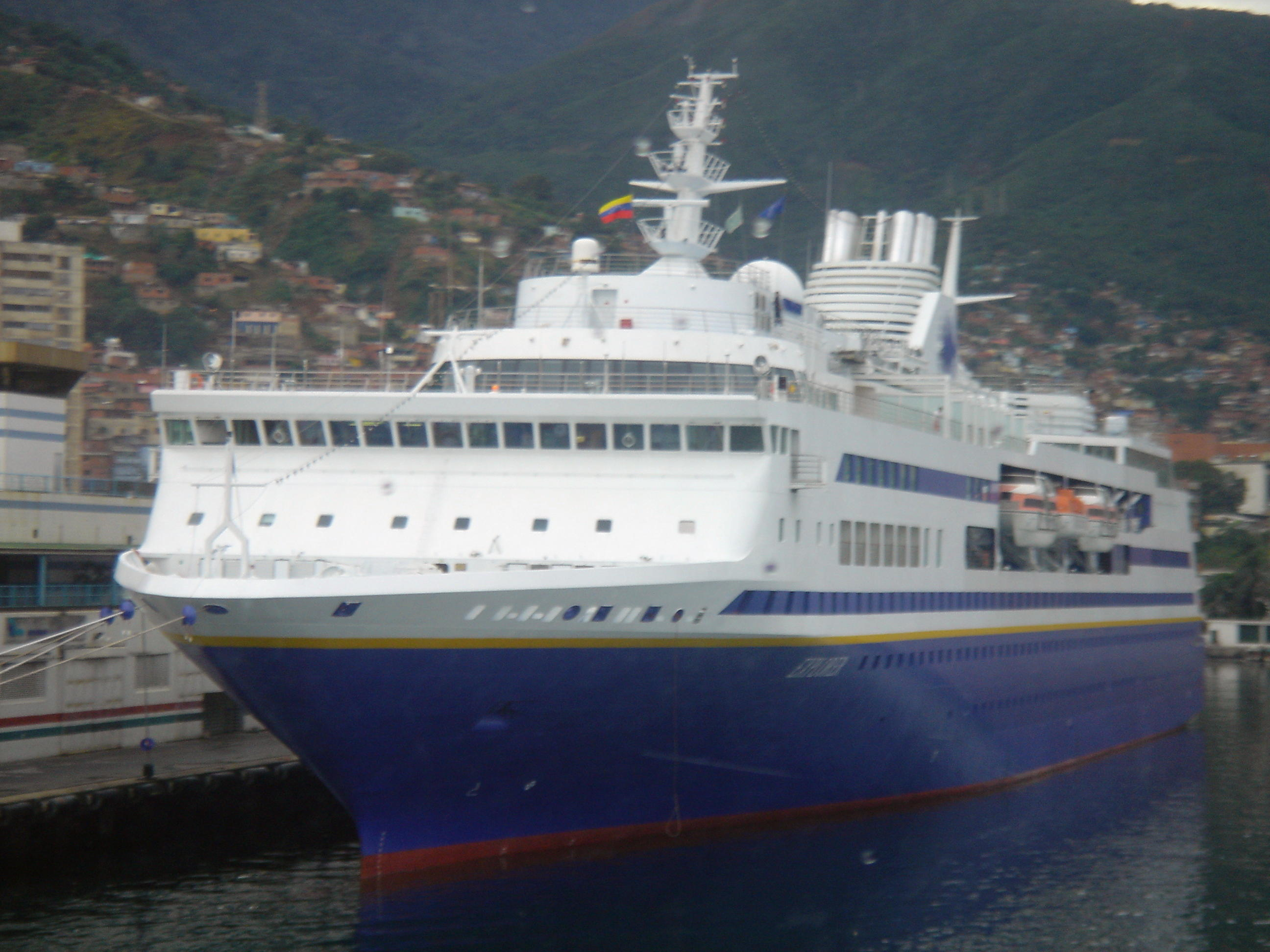
Das Kreuzfahrtschiff Explorer von Semester at Sea (2001 bei Blohm + Voss in Hamburg gebaut)

Von Beginn des universitären Sommerprogramms (summer session) 2006 – nach anderen Angaben ab Dezember 2005 – bis Ende Mai 2016 übernahm die Universität von Virginia die akademische Leitung (academic sponsorship) des vom Institute for Shipboard Education (ISE) durchgeführten Semester-at-Sea-Programms (engl. für Semester auf See). Das Programm, das 1963 unter dem Namen World Campus Afloat gegründet und zeitweilig in The University of the Seven Seas umbenannt worden war, bietet Studenten vor dem Bachelor die Möglichkeit zu einem „Auslandsstudium“ auf einem Kreuzfahrtschiff. Nach ihrer Übernahme der Leitung von der University of Pittsburgh, die diese Aufgabe nach 24 Jahren u. a. aufgrund nicht ausreichender Informationen bzgl. der Sicherheit des 2004 neu gekauften Schiffes Explorer abgab, stellte nun die University of Virginia für die Fahrten von Sommer 2007 bis Frühjahr 2016 die Nachweise für die im Semester at Sea erbrachten akademischen Leistungen (Leistungspunkte) aus und wählte den jährlich wechselnden akademischen Dekan aus, der den Lehrplan erarbeitet, an der Reiseroute mitwirkt und die über die Jahre ca. 28-32 auf dem Schiff unterrichtenden Dozenten aussucht. Am 28. August 2009 lief das Schiff zur 100. Reise weltweit in der Geschichte des 45-jährigen Programms aus; auch die Fahrt des 50.000-ten Studenten seit Gründung des Programms (1963) fiel in die Zeit der akademischen Leitung durch die University of Virginia.

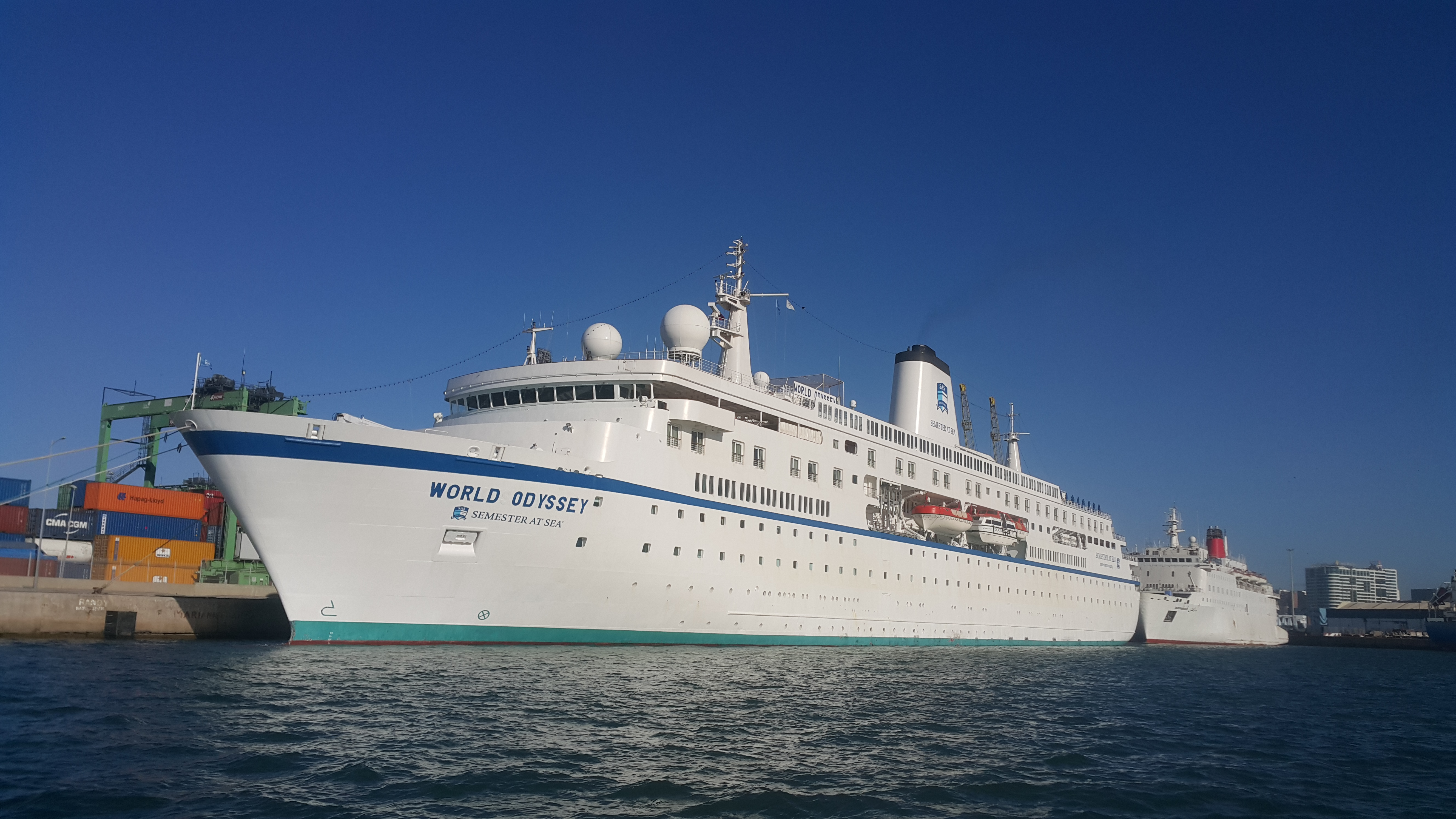
Die World Odyssey (bzw. Deutschland, 1996–1998 in der Howaldtswerke-Deutsche Werft AG (HDW) in Kiel gebaut) im April 2019 in Casablanca

Zunächst unbemerkt für die Öffentlichkeit entstanden beim Institute for Shipboard Education (Sitz nunmehr im Albemarle County) jedoch Schwierigkeiten, den 83,5-Millionen-$-Kredit zur Abzahlung der Explorer zu bedienen. Zu einem Zeitpunkt, als von dem Kredit noch 66,1 Millionen $ abzutragen waren, rettete sich das ISE am 2. Mai 2014 in einen Vertrag mit einer deutschen Bank, um sich vor dem Zugriff der Gläubiger zu schützen; Auflage war u. a. der Verkauf der Explorer über einen internationalen Schiffshändler bis zum 30. April 2015; außerdem musste das ISE vor Antritt jeder Fahrt nachweisen, dass es über die dazu nötigen finanziellen Mittel verfügte, andernfalls seien die Fahrt zu streichen und alle Studiengebühren an die Studenten zurückzuerstatten; die akademische Leitung (sponsor) durfte sich gemäß Vertrag zurückziehen. Diese Hintergründe wurden im Juli 2015 bekannt, nachdem die University of Virginia – zur zunächst allgemeinen Überraschung – einen Monat zuvor mitgeteilt hatte, sich zum 31. Mai 2016 in der Tat als akademische Leitung des Programms zurückzuziehen. Das ISE verfolgte zunächst den Plan, die Explorer zu verkaufen und zurückzuchartern. Letztlich wechselte das Semester at Sea jedoch zu einem anderen Schiff, nämlich zur Deutschland (dem ehemaligen „Traumschiff“), die gerade von der insolventen Eigentümergesellschaft verkauft worden war. Seither (Stand Juli 2020) nutzt Semester at Sea das Schiff, das im Sommer wieder als Kreuzfahrtschiff unter dem Traditionsnamen Deutschland fährt, für das Herbst- und Frühjahrssemester unter dem Namen World Odyssey, d. h. mit offiziellem Namenswechsel von September bis April; nach den ersten zwei Jahren wurde ein entsprechender 10-Jahres-Vertrag bis 2027 abgeschlossen, die früher üblichen Sommerreisen wurden indes seit 2014 nicht mehr durchgeführt. Seit Sommer 2016 übernahm die Colorado State University von der University of Virginia die akademische Leitung des Programms. Im August 2017, anlässlich der rechtsextremen Demonstrationen auf dem Lawn und in der Innenstadt von Charlottesville (siehe Ethnische Minderheiten und Frauen), bekundete das ISE, das mittlerweile nach Fort Collins in Colorado umgezogen war, sich der University of Virginia jedoch weiterhin nahezufühlen: Ein Teil des Erbes von Semester at Sea wurzele in Charlottesville auf dem Campus der Universität von Virginia.
2007 wurde die Frank Batten School of Leadership and Public Policy eingerichtet, deren erste Studenten im Jahr 2009 ihren Abschluss erhielten. Die Batten School trägt ihren Namen nach dem ehemaligen Virginia-Studenten und langjährigen Mäzen Frank Batten, der den neuen Fachbereich mit einer Spende über 100 Millionen US-Dollar förderte.

### Ethnische Minderheiten und Frauen

#### Bis 1950: Keine reguläre Zulassung bis zum Bachelor
Die University of Virginia stand ursprünglich nur männlichen, weißen Studenten offen. Zu Zeiten der Sklaverei gab es auf dem Hochschulgelände, wie an Hochschulen der Südstaaten üblich, schwarze Sklaven, deren genaue Unterbringung heute allerdings nur noch schwer zu rekonstruieren ist. Auf dem Gelände der Universität lebten auch Frauen, unter anderem die Ehefrauen der Professoren. Spekuliert worden ist, ob es in den frühen Jahren in einem 1840 errichteten Gebäude (Crackerbox) ein kleines Bordell an der Universität gab.

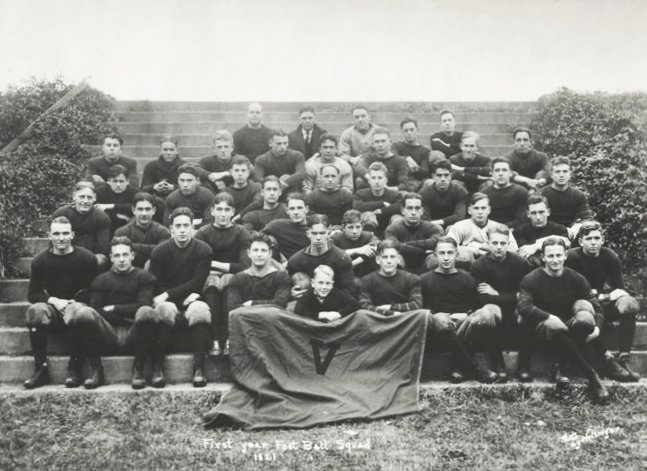
Football-Mannschaft 1921: Schwarze Studenten gab es nicht

Seit 1890 besuchten Schwarze und weibliche Studenten Sommerangebote der Universität, blieben vom regulären Unterricht während der Semester jedoch weiterhin ausgeschlossen. Eine Studentin bestand 1893 zwar eine Prüfung und erwarb ein Zertifikat in Mathematik, doch diese Praxis wurde vom Rat der Universität (Board of Visitors) daraufhin explizit untersagt. Erst nach Protesten im frühen 20. Jahrhundert ließ die Universität ab 1920 Studentinnen für Studien jenseits des Bachelors (graduate studies) zu.
Studenten ethnischer Minderheiten waren noch bis zur Mitte des 20. Jahrhunderts vom Universitätsbetrieb ausgeschlossen (Rassentrennung). Wie an Universitäten der Südstaaten üblich, lehnten es die Sportmannschaften der University of Virginia sogar ab, gegen schwarze Spieler anderer (Nordstaaten-)Universitäten anzutreten. Als in den 1940er Jahren einige Nordstaatenuniversitäten danach strebten, bei Spielen gegen Südstaatenuniversitäten auch schwarze Spieler einzusetzen, brachte die American-Football-Mannschaft von Harvard 1947 nach Vorankündigung ihren schwarzen Teamkollegen Chester Pierce (später ein bekannter Psychiatrie-Professor und Namensgeber des antarktischen Pierce Peak) zu einem Spiel an die University of Virginia – ihrem ersten Spiel in den Südstaaten überhaupt. Das Spiel wurde das erste, bei dem ein Schwarzer in den Südstaaten auf dem Feld einer „weißen“ Universität antrat. Trotz rassistischer Zwischenfälle bei der Unterbringung der Mannschaft verlief das Spiel selbst – abgesehen von einem überragenden 47:0-Sieg für Virginia – ohne besondere Vorkommnisse.

#### 1950 – 1970er: Schrittweise Öffnung der Universität
Noch bis in die fünfziger Jahre ließ die University of Virginia nur Weiße als reguläre Studenten zu. Erste Ausnahmen waren ein schwarzer Jurastudent, der im Jahr 1950 die Zulassung erkämpfte, und ein schwarzer vorheriger Universitätsdozent, der von 1951 bis 1953 in Pädagogik promovierte. Im akademischen Jahr 1966/67 führte Universitätspräsident Edgar F. Shannon junior für Stellenbewerber die Regelung ein, dass bei ungefähr gleich qualifizierten Bewerbern unterschiedlicher Ethnien schwarze Bewerber vorzuziehen seien, und 1967 wurde der erste schwarze Professor eingestellt. 1968 und 1969 wurden schwarze Studenten zum student council, einer Studentenvertretung an der Universität, und sogar zu dessen Präsident gewählt. Schließlich änderten sich durch wachsenden Einsatz der Universität, schwarze Studenten zu gewinnen, auch die Zahlen: 1969 gab es 102, ein Jahr später bereits 236 eingeschriebene schwarze Studenten (knapp 2,2 % der Studentenschaft).

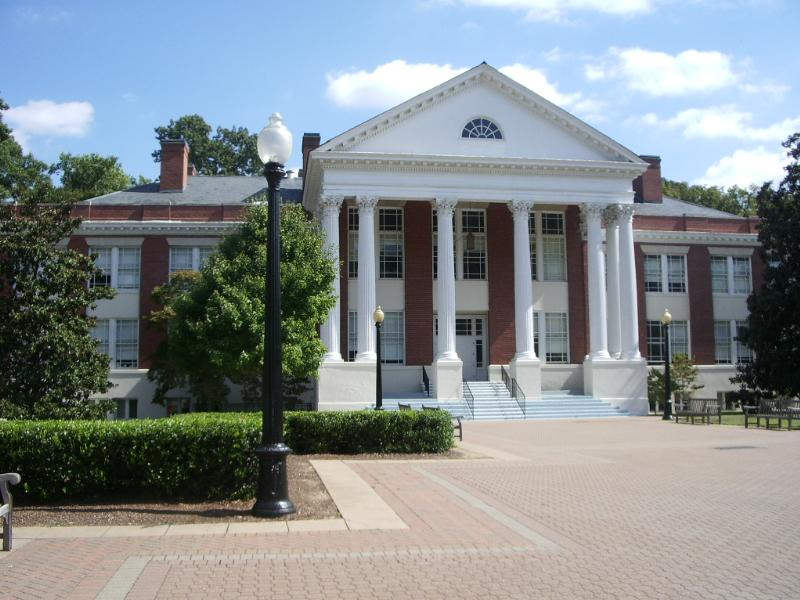
Mary Washington College (heute: University of Mary Washington)

Von 1944 bis 1972 war das Mary Washington College (seit 2004: University of Mary Washington) in Fredericksburg (Virginia), das 1908 als Frauencollege gegründet worden war, mit der University of Virginia verbunden. In den 1960er Jahren nahmen in der Universitätsleitung und unter Dozenten und Studenten die Diskussionen darüber zu, ob auch die University of Virginia Frauen aufnehmen solle. Die Entwicklung wurde schließlich durch Gerichtsprozesse beschleunigt: 1969 erstritt sich eine Studentin über eine gerichtliche Verfügung die Zulassung. Unter dem Druck eines drohenden Urteils des Bundesgerichts wurden an der University of Virginia 1970 offiziell die ersten 450 weiblichen Bachelor-Studenten (undergraduate students) zugelassen, 550 folgten im nächsten Jahr. 1972 öffnete sich die University of Virginia vollständig für weibliche Studenten; 45 % der Studienanfänger in diesem Jahr waren weiblich.
In den folgenden Jahren wurden Studenten ethnischer Minderheiten und weibliche Studenten schnell zur Normalität an der Universität; beispielsweise wurde schon 1972/1973 eine schwarze Studentin Präsidentin der School of Law.

#### Seit 2000: Diversität trotz wiederholter Zwischenfälle
Inzwischen bietet die University of Virginia schwarzen Studenten laut dem Journal of Blacks in Higher Education gute Studienbedingungen: In einer 2005 veröffentlichten Untersuchung hatte die Universität mit 14 % die niedrigste Studienabbruchsquote von schwarzen Studenten unter allen Public-Ivy-Universitäten, die bereits allgemein deutlich unter dem nationalen Durchschnitt von 60 % lagen. Diese Quote unterschied sich nur relativ wenig von den entsprechenden Zahlen für weiße Studenten (9 %), womit die University of Virginia gemeinsam mit zwei anderen Universitäten unter den Public Ivys ebenfalls führend war. Der Anteil schwarzer Studenten an der Gesamtstudentenzahl lag mit 8,5 % an zweithöchster Stelle der Public Ivys (zahlengleich mit einer anderen Universität).
Wie an den meisten Universitäten, bestehen Probleme weiterhin hinsichtlich der Anzahl von Dozenten und Professoren, die einer ethnischen Minderheit angehören und/oder weiblich sind (Stand 2006). Außerdem gab es trotz eines generell positiven Klimas in den letzten Jahren wiederholt rassistische Vorfälle unter Studenten. So kostümierten sich Studenten 2002 für eine Halloween-Party als Blackface; 2003 wurde die schwarz-asiatische Studentin Daisy Lundy, die als Präsident der Studentenvertretung kandidierte, vermutlich mit rassistischem Hintergrund angegriffen; und 2004 wurde der Wagen einer schwarzen Studentin mit einem schwer entfernbaren Material rassistisch beschmiert.
Im November 2014 sorgte der Artikel A Rape on Campus in der Zeitschrift Rolling Stone für Aufsehen.
Der Artikel beschrieb die angebliche Vergewaltigung einer Studentin durch mehrere Mitglieder der „Phi Kappa Psi fraternity“ während eines Aufnahmerituals auf einer Hausparty an der UVa im Herbst 2012. Die Geschichte stellte sich später als unhaltbar heraus, nachdem sowohl die Polizei als auch weitere Journalisten diesen Bericht kritisch hinterfragt hatten und auf zahlreiche Widersprüche gestoßen waren. Der Artikel berief sich allein auf die Aussagen des angeblichen Opfers mit dem Decknamen „Jackie“. Es wurden keine weiteren Teilnehmer der Party, Beteiligte oder Zeugen befragt. Die Universität und die Verbindung „Phi Kappa Psi“ wurden vom Inhalt des Artikels nicht ausreichend vorinformiert, so dass sie ihre Stellungnahme erst nach Erscheinen des Artikels abgeben konnten. „Phi Kappa Psi“ konnte unter anderem nachweisen, dass zum fraglichen Zeitpunkt keine Party in ihrem Haus stattgefunden hatte. Dennoch suspendierte die Universität die Aktivitäten der Studentenverbindungen für einige Zeit und erließ in der Folge schärfere Regeln für Partys, besonders was den Alkoholkonsum betraf.

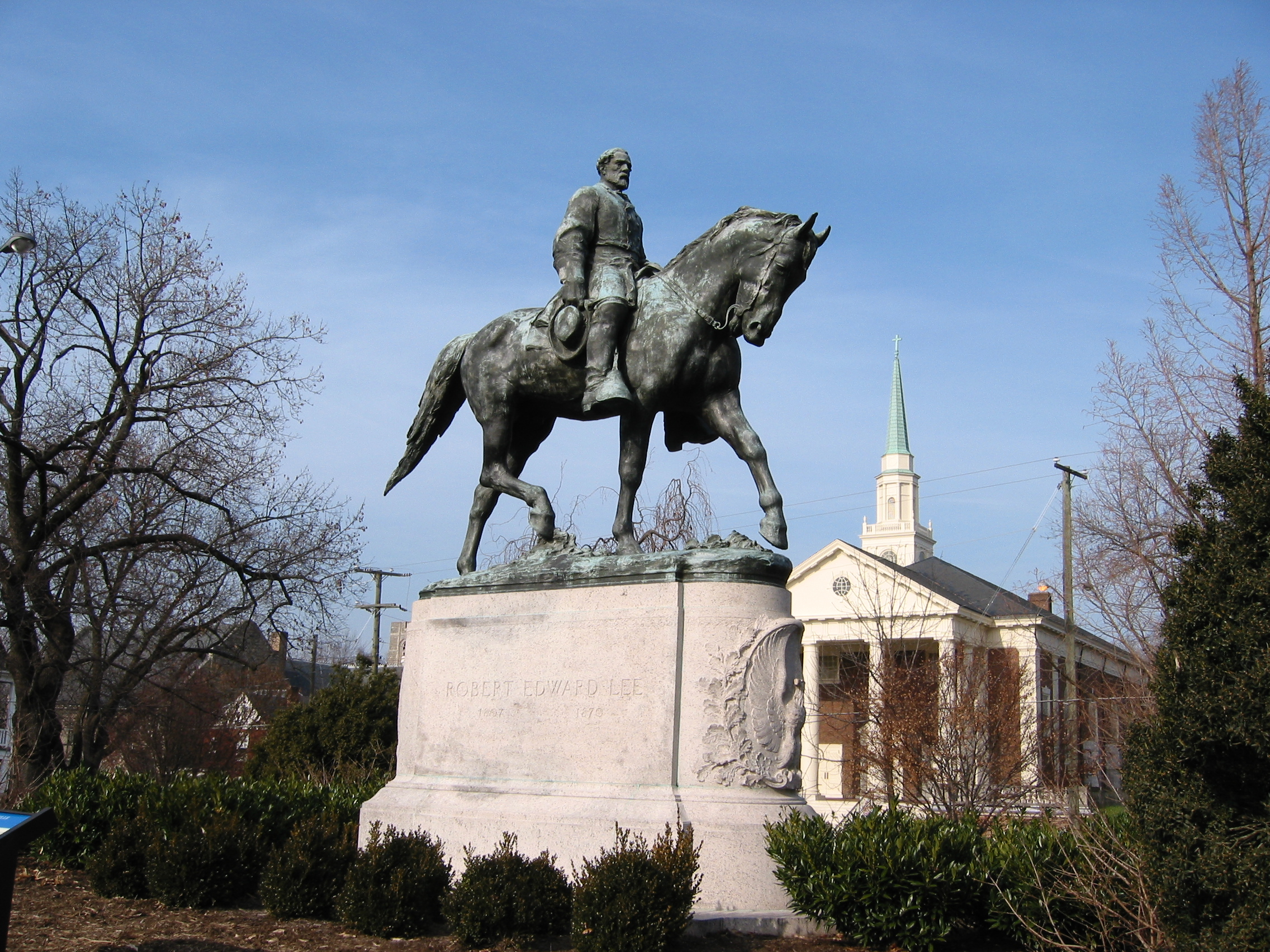
Das Lee-Reiterdenkmal in Charlottesville, 2016

2017 wurde die Universität in die Proteste von Rechtsextremisten hineingezogen, die ein internationales Medienecho hervorriefen: Die politisch eher progressive Stadt Charlottesville plante, die in der Stadt stehende Reiterstatue von General Robert E. Lee, der im Amerikanischen Bürgerkrieg für die Südstaaten und die Beibehaltung der Sklaverei gekämpft hatte, zu entfernen. Daraufhin reisten seit dem Frühjahr immer wieder Rechtsextremisten und Südstaaten-Ultrakonservative für Proteste an. Im August zogen schließlich mehrere hunderte Menschen in einem Fackelzug, White-Supremacy- und antisemitische Parolen skandierend, über den Lawn und vorbei an der Rotunda zum Denkmal von Thomas Jefferson, das an der Straßenseite der Rotunda steht. Mit einer Handvoll Gegendemonstranten, die vor der Jefferson-Statue mit einem Plakat protestierten, kam es zu einer Schlägerei; es erfolgte mindestens eine Festnahme durch die Polizei. Stunden später protestierten am 12. August die Rechtsextremisten und Ultrakonservativen in der Innenstadt von Charlottesville mit Flaggen bzw. Kriegsflaggen der Konföderierten und unter anderem auch einer Nazi-Flagge (siehe Photo); ein psychisch kranker 20-jähriger Rechtsextremist aus Ohio fuhr sein Auto in eine Menschenmenge von Gegendemonstranten, tötete eine Frau und verletzte 19 weitere Menschen (siehe: Rechtsextreme Demonstrationen in Charlottesville 2017). Der Heaphy-Untersuchungsbericht kritisierte, die University of Virginia habe Stunden vorher um den geplanten Fackelzug gewusst – inzwischen aufgetauchte E-Mails belegen sogar ein paar Tage – und nichts unternommen; vor allem der Chief der Universitätspolizei – eine an US-Universitäten übliche Institution – habe keinen umfassenden Plan für die Situation gehabt, auch nicht, um die Protestanten und Gegendemonstranten getrennt zu halten.
Nachdem James E. Ryan – ein Absolvent der University of Virginia School of Law, langjähriger Dozent dort und zuletzt Dekan der Harvard School of Education – im August 2018 der neunte Präsident der Universität wurde, kündigte er in seiner Antrittsrede Schritte für mehr sozioökonomische Diversität an: Bachelor-Studenten, die aus dem Staat Virginia stammen, sollen zukünftig ein Vollstipendium für die Studiengebühren (tuition) erhalten, wenn ihre Eltern weniger als 80.000 $ im Jahr verdienten, und darüber hinaus auch kostenlose Unterkunft und Essen, wenn die Eltern weniger als 30.000 $ im Jahr verdienten. Es blieb zunächst offen, wie bald diese Ideen umgesetzt werden sollten.

## Campus
Der University of Virginia gehören ca. 13,5 km² (3340 Acres) Land mit über 500 Gebäuden. Der Großteil davon liegt in Charlottesville und bildet den Campus der Universität, der dort üblicherweise grounds oder The Grounds genannt wird. Er besteht aus zwei zusammenhängenden Teilen. Im dichter bebauten, südlichen Teil (South Grounds) liegt das Herz der Universität, das sogenannte akademische Dorf mit den ältesten Gebäuden des Campus. Im Laufe der Jahre ist die Universität weit darüber hinausgewachsen: In den 1970er Jahren wurde zusätzlich ca. zwei Kilometer weiter nördlich ein zweiter Schwerpunkt des Campus (North Grounds) ausgebaut.

### Das akademische Dorf

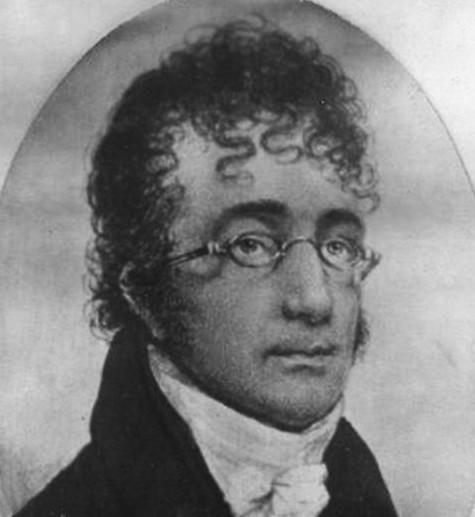
Architekt Benjamin Latrobe

Die zentralen Gebäude des Campus wurden in dem nach Thomas Jefferson benannten Jeffersonian style (engl.: Jefferson-Stil) errichtet, einer Ausformung des Palladianismus, der seinerseits dem Klassizismus zugerechnet wird. Auf Jefferson selbst geht auch die Bezeichnung für diese ältesten Teile der Universität als akademisches Dorf (academical village) zurück. Zusammen mit seinem ebenfalls von ihm entworfenen Landsitz Monticello nahe Charlottesville wurde das akademische Dorf 1987 von der UNESCO zum Weltkulturerbe erklärt. Die Gebäude zeichnen sich farblich durch die Verbindung von rotem Backstein und weißen Elementen (zum Beispiel Giebel, Säulen, Tür- und Fensterrahmen) aus, allerdings ergänzten Jeffersons ursprüngliche Entwürfe die Farbgebung um Kupfer und Sandsteintöne.
In Teilen der Literatur und ganz überwiegend in der Populärkultur wird das akademische Dorf der University of Virginia als alleiniges architektonisches Meisterwerk von Jefferson dargestellt. Diese Sicht ist jedoch zu undifferenziert, insbesondere mit Hinblick auf den damals in den Vereinigten Staaten führenden und zudem mit Entwürfen für Universitäten vertrauten Architekten Benjamin Latrobe. Die Bedeutung, die seine Mitwirkung für die Architektur des akademischen Dorfes gespielt hat, lässt sich heute nur noch teilweise beurteilen. Erhalten sind in diesem Zusammenhang allerdings mehrere Briefe zwischen Jefferson und Latrobe, einige Notizen auf Jeffersons Entwürfen und einzelne Zeichnungen von Gebäuden des akademischen Dorfes, die nach heutiger Sicht möglicherweise Latrobe zuzuschreiben sind. Sie deuten darauf hin, dass auf Latrobe nicht nur die Idee des zentralen Rundbaus (Rotunda), sondern auch Entwürfe für weitere Bauten (Pavillons) zurückgehen. Einem weiteren Gebäude liegt ein Entwurf William Thorntons zugrunde. Unbestritten bleibt Jeffersons architektonische Gesamtleistung, namentlich bei der Gesamtanlage, aber auch bei der weiteren Arbeit und Feinausführung der möglicherweise von anderen Architekten angeregten Entwürfe sowie bei der Innenarchitektur der Rotunda.

#### Überblick über die Gesamtanlage

##### Beschreibung der Anlage

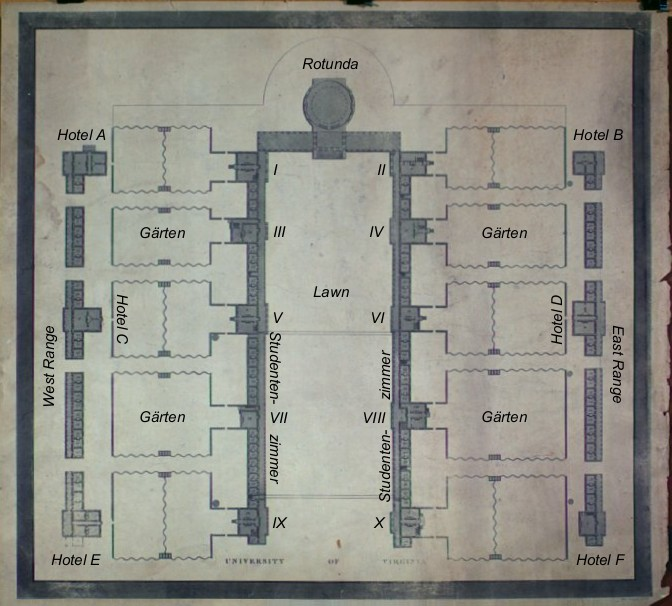
Plan des akademischen Dorfes von 1825 (modern beschriftet)

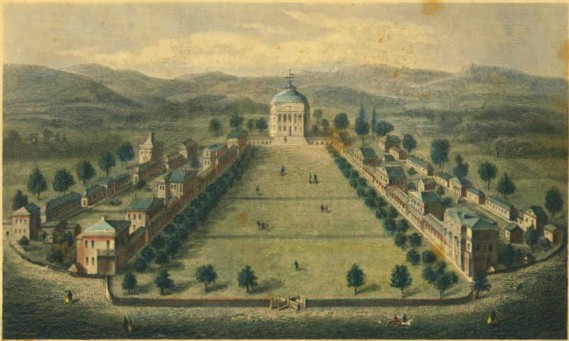
Das akademische Dorf 1856

Das akademische Dorf ist hufeisenförmig um den sogenannten Lawn (engl.: Rasen) angelegt, eine 740 Fuß (225,6 m) lange und 192 Fuß (58,5 m) breite Rasenfläche, die von Norden nach Süden in drei breiten Terrassen abfällt. Jefferson hatte ursprünglich eine quadratische Anlage geplant, an deren drei bebauten Seiten jeweils drei größere Bauten stehen sollten. Aufgrund der schmaleren Form der Hügelkuppe, die schließlich als Baugelände der Universität gekauft wurde, musste Jefferson die Pläne jedoch zu einer rechteckigen Form ändern, an deren nördlichem Kopfende nur ein einziges zentrales Gebäude Platz findet. Die übrigen Bauten liegen in vier Reihen parallel zum Lawn.
Am Kopfende des Lawn steht die Rotunda, ein Rundbau nach dem Vorbild des römischen Pantheons, in dem ursprünglich die Universitätsbibliothek untergebracht war. Die Universitätskonzeption Jeffersons unterscheidet sich damit bewusst von der typischen Universitätsanlage seiner Zeit, in der der Mittelpunkt des Campus eine Kirche war; die Räume im Erdgeschoss dienten allerdings allen Versammlungen, die zu groß für andere Räumlichkeiten waren, und damit nach Jeffersons eigener Beschreibung auch „religiöser Anbetung“ (religious worship).
An den Langseiten des Lawn stehen jeweils fünf größere Gebäude, die sogenannten Pavillons, die fast ausnahmslos als Häuser für Professoren dienen. Die Pavillons sind mit Kolonnaden verbunden, hinter denen sich ebenerdig Studentenzimmer reihen, deren Zimmertüren direkt auf den Lawn hinausgehen. Entlang den Kolonnaden stehen in zwei losen Reihen große Bäume, deren Anpflanzung ebenfalls bereits auf Pläne Jeffersons zurückgeht.
Hinter den Pavillons liegen auf der Lawn-abgewandten Seite öffentlich zugängliche Gärten. Jenseits von ihnen folgen – parallel zu den Reihen der Pavillons, aber mit vom Lawn abgewandten Eingängen – jeweils drei Bauten, die auf Jefferson zurückgehend als Hotels bezeichnet werden. Die Hotels dienten ursprünglich als mensaähnliche Gebäude und Wohnräume für die sie betreibenden Familien; heute sind in ihnen vor allem Räume von Universitätsverwaltung und Studentengruppen untergebracht. Verbunden sind die Hotels durch je eine Reihe arkadengesäumter Studentenzimmer (West Range und East Range), deren Zimmertüren sich direkt auf die Arkadengänge öffnen. Die Zimmer sind heute für Studenten mit abgeschlossenem Bachelor (graduate students) reserviert.
Die Südseite des Lawn gab nach Jeffersons Plänen in bewusster Symbolik ursprünglich den Blick auf die Welt jenseits der Universität frei. Auf niedrigerem Terrain wollte Jefferson dort unter anderem einen botanischen Garten anlegen. Im Mai 1826 suchte er noch mit einem Universitätsprofessor einen geeigneten Platz aus, doch nur zwei Monate später starb Jefferson, und der Garten wurde nie verwirklicht. 1896 wurde am Südende des Lawn im Zuge des Wachstums der Universität das Gebäude Old Cabell Hall (Architekt Stanford White) gebaut, dessen Inneres unter anderem ein halbrundes Auditorium im Stil antiker Theater enthält. Das Äußere von Old Cabell Hall ist in Backstein gehalten und passt sich der Ästhetik von Jefferson an.

##### Bezug der Gebäude aufeinander und Wirkungsgeschichte

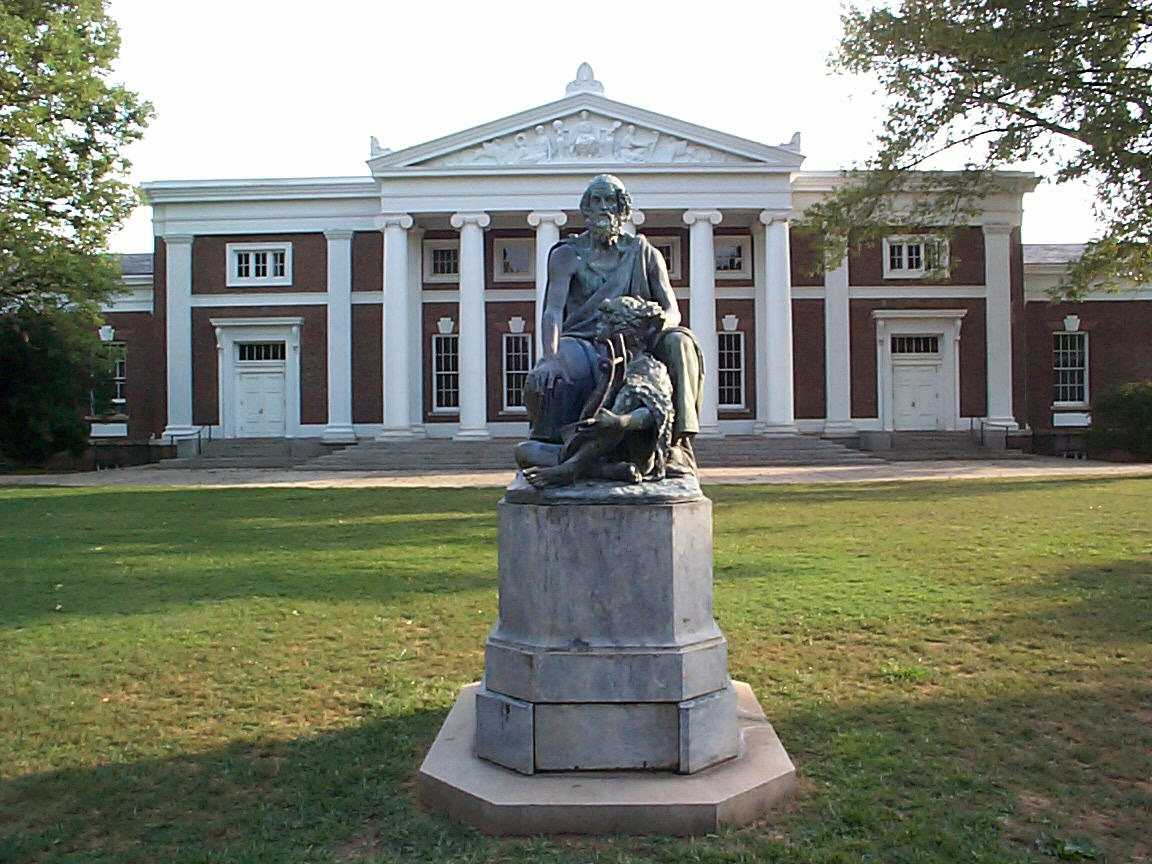
Homerstatue vor Old Cabell Hall

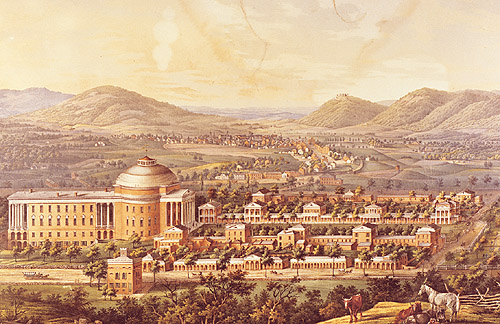
Das akademische Dorf 1856 (die Größe der Rotunda ist übertrieben)

Durch das akademische Dorf zieht sich auf mehrfache Weise eine sichtbare Hierarchie. Sie verläuft einerseits von den Rändern der Anlage – dem Range mit Studentenzimmern und Essgelegenheiten – über die Lawn-Seiten mit den Pavillons zur Rotunda, die als Bibliothek das Wissen und die Wissenschaft repräsentiert: So ist der Range fast durchgehend in schlichtem Backstein gehalten, einschließlich der gemauerten Arkaden und der niedrigen, fast schmucklosen Fassaden der Hotels. Die Seiten des Lawn sind hingegen durch ihre ursprünglich sandsteinfarbenen Kolonnaden und die repräsentativen Pavillonfassaden mit weißen Bauelementen gekennzeichnet. In der Mitte schließlich steht – ursprünglich mit einem Kupferdach – die erhöhte Rotunda, die durch Form und die Anlage ihres Säulenvorhofes (Portikus) einem antiken Tempel gleich die Blicke auf sich zieht.
Zugleich verläuft durch die Anlage eine zweite, noch stärker funktionell begründete Rangordnung, die insbesondere durch die in ihrer klassischen Hierarchie eingesetzten Säulenordnungen augenfällig wird: Zuunterst stehen hier die kleinen Einzelzellen der Studentenzimmer, die sich gleichförmig hinter ihren jeweiligen Arkaden bzw. toskanischen Kolonnaden erstrecken und zum Teil im schlichten Läuferverband gemauert sind. Größer, individuell entworfen und zum Teil mit Gärten versehen sind die im flämischen Verband gemauerten sechs Hotels, und zwei ihrer Fassaden zeigen dorische Säulen. Auf der nächsten Stufe stehen die noch größeren, untereinander gleichwertigen Pavillons, deren ebenfalls im flämischen Verband geziegelten Fassaden dorische, ionische und korinthische Säulen vorgestellt sind, die vor allem in der Nähe der Rotunda meist über zwei Stockwerke reichen (Kolossalordnung); weitere Bauelemente sind den Säulenordnungen entsprechendes klassisches Gebälk, Balustraden und andere weißgestrichene Elemente. Die Rotunda schließlich hat als Zeichen des umfassenden in ihr gesammelten Wissens außen korinthische Säulen, in ihren Innenräumen aber zusätzlich dorische und ionische und im als Bibliothek dienenden Kuppelsaal die hierarchisch höchststehenden kompositen Säulen.
Doch trotz der durchgeplanten und scheinbar exakt symmetrischen Anlage des akademischen Dorfes lebt dessen Gesamteindruck von der Verbindung von durchkomponierter, klassischer Symmetrie und deren Durchbrechung; letztere geht zum Teil auf absichtliche Komposition, zum Teil auf die kleinen Unregelmäßigkeiten des Terrains zurück, auf dem das akademische Dorf errichtet wurde. Doch neben ästhetischen verfolgte Jefferson stets auch pädagogische Ziele und versuchte bis in Detail der von ihm entworfene Anlage, den Universitätsunterricht zu unterstützen und eine ideale Lernatmosphäre zu schaffen.
Die Anlage des Lawn mit der Rotunda hat für mehrere andere Universitäten Modell gestanden, unter anderem für die Entwürfe des Sweet Briar College (1902), der Johns Hopkins University (1902), der University of Minnesota (1910), der Rice University (1910), des Faye and Joe B. Wyatt Center for Education am Peabody College der Vanderbilt University (1915) und dem Killian Court mit dem Kuppelbau des Great Dome am Massachusetts Institute of Technology (MIT) (1916). Mehrere Universitätsarchitekten übernahmen das Element einer zentralen parkähnlichen Fläche, die von den Universitätsgebäuden gesäumt wird, so Ralph Adams Cram für das Wheaton College bei Boston.

##### Bebilderter Überblick über die Gebäude amLawn
| (Nordwesten)                                     | neben der Rotunda: Gebäudeflügel (Süd- flügel: von Jefferson)… … und Kolonnaden (später zugefügt)… | Rotunda                                                                               | neben der Rotunda: …um jeweils einen... …Innenhof mit „Garten“ (später zugefügt)      | (Nordosten)                                                        |
| Pavillon I                                       | der Lawn (Blick nach Norden, auf die Rotunda)                                                      | der Lawn (Blick nach Norden, auf die Rotunda)                                         | der Lawn (Blick nach Norden, auf die Rotunda)                                         | Pavillon II                                                        |
| Pavillon III                                     | der Lawn (Blick nach Norden, auf die Rotunda)                                                      | der Lawn (Blick nach Norden, auf die Rotunda)                                         | der Lawn (Blick nach Norden, auf die Rotunda)                                         | Pavillon IV                                                        |
| Pavillon V                                       | der Lawn (Blick nach Norden, auf die Rotunda)                                                      | der Lawn (Blick nach Norden, auf die Rotunda)                                         | der Lawn (Blick nach Norden, auf die Rotunda)                                         | Pavillon VI                                                        |
| Pavillon VII                                     | der Lawn (Blick nach Norden, auf die Rotunda)                                                      | der Lawn (Blick nach Norden, auf die Rotunda)                                         | der Lawn (Blick nach Norden, auf die Rotunda)                                         | Pavillon VIII                                                      |
| Pavillon IX                                      | der Lawn (Blick nach Norden, auf die Rotunda)                                                      | der Lawn (Blick nach Norden, auf die Rotunda)                                         | der Lawn (Blick nach Norden, auf die Rotunda)                                         | Pavillon X                                                         |
| (Rasenfläche „West Lawn“)                        | der Lawn (Blick nach Norden, auf die Rotunda)                                                      | der Lawn (Blick nach Norden, auf die Rotunda)                                         | der Lawn (Blick nach Norden, auf die Rotunda)                                         | (Rasenfläche „East Lawn“)                                          |
| Cocke Hall (1896–1898): Architekt Stanford White | der Lawn (Blick nach Norden, auf die Rotunda)                                                      | der Lawn (Blick nach Norden, auf die Rotunda)                                         | der Lawn (Blick nach Norden, auf die Rotunda)                                         | Mittelrisalit der Rouss Hall (1896–1898): Architekt Stanford White |
| (Südwesten)                                      | Old Cabell Hall (1896–1989) (zwischen Cocke und Rouss Hall): Architekt Stanford White              | Old Cabell Hall (1896–1989) (zwischen Cocke und Rouss Hall): Architekt Stanford White | Old Cabell Hall (1896–1989) (zwischen Cocke und Rouss Hall): Architekt Stanford White | (Südosten)                                                         |

#### Die Rotunda
Am Kopfende des Lawn steht zentral die Rotunda (engl. für Rotunde), die als eines der herausragendsten architektonischen Werke der Vereinigten Staaten gilt und das Wahrzeichen der Universität ist.
|  |  |  |

##### Geplante Nutzung und Entwurf der Rotunda

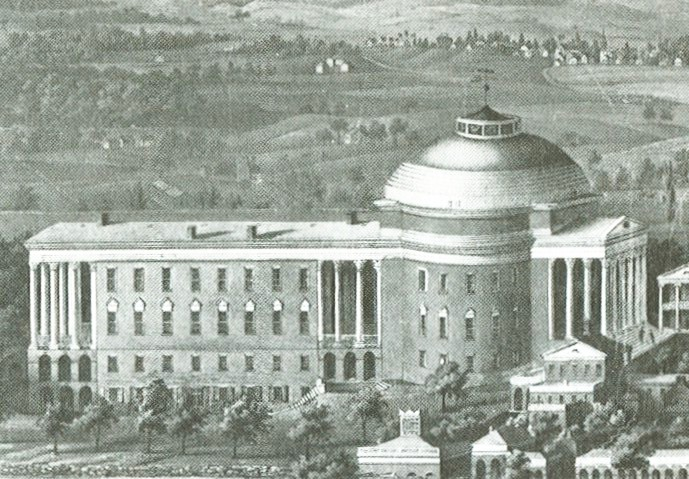
Die Rotunda mit Anbau 1856

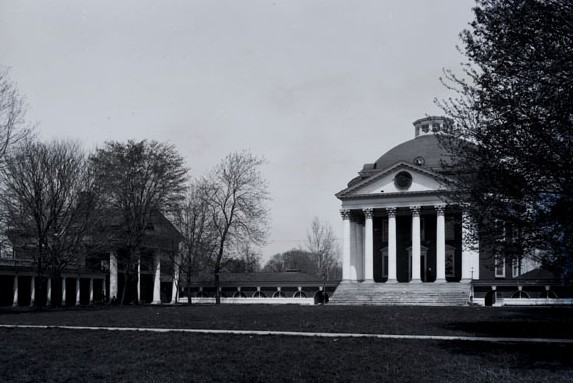
Die Rotunda vor dem Brand 1895 mit dunklem Dach und Laterne

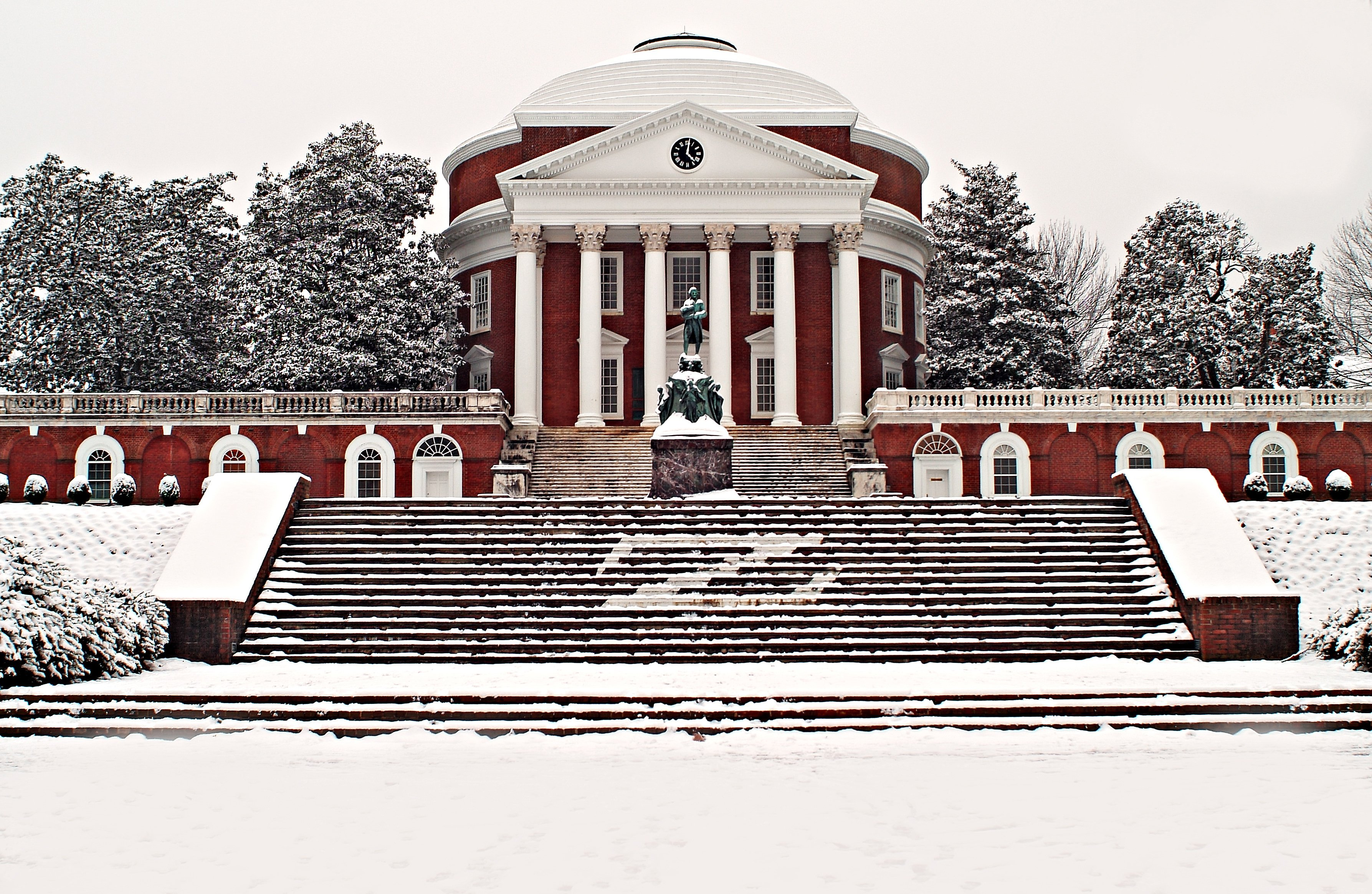
Treppen und Nordportal von Stanford White bei Schnee

Jeffersons ursprünglicher Entwurf für das akademische Dorf (sog. Albemarle Academy design) sah kein besonders gestaltetes Gebäude für den Scheitelpunkt der Umbauung des – damals noch quadratisch geplanten – Lawn vor. Die beiden Architekten Latrobe und Thornton, die er um Vorschläge für die Universitätskonzeption bat, empfahlen jedoch unabhängig voneinander ein zentrales Gebäude im Scheitelpunkt des hufeisenförmig umbauten Lawn. Thornton sah einfach einen um ein Stockwerk erhöhten Pavillon vor. Latrobe hingegen schlug in seinem Antwortbrief vom 24. Juli 1817, mit einer beigefügten Zeichnung, für das zentrale Gebäude einen Rundbau mit Giebel und sechs vorgestellten Säulen vor; er empfahl drei Stockwerke, dessen oberstes ein runder Kuppelsaal einnehmen sollte. Jefferson nahm die Anregung auf und erhielt auch später noch Ratschläge und vermutlich sogar ganze Skizzen von Latrobe für die Rotunda, so dass er sie in seinen Unterlagen einmal sogar Latrobe’s Rotunda nannte.

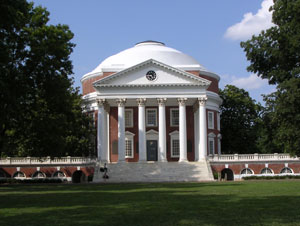
Die Rotunda heute, Blick vom Lawn

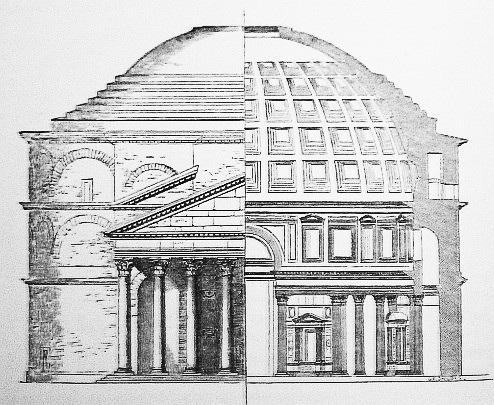
Vorbild Pantheon in Rom (links Außenansicht, rechts Aufriss)

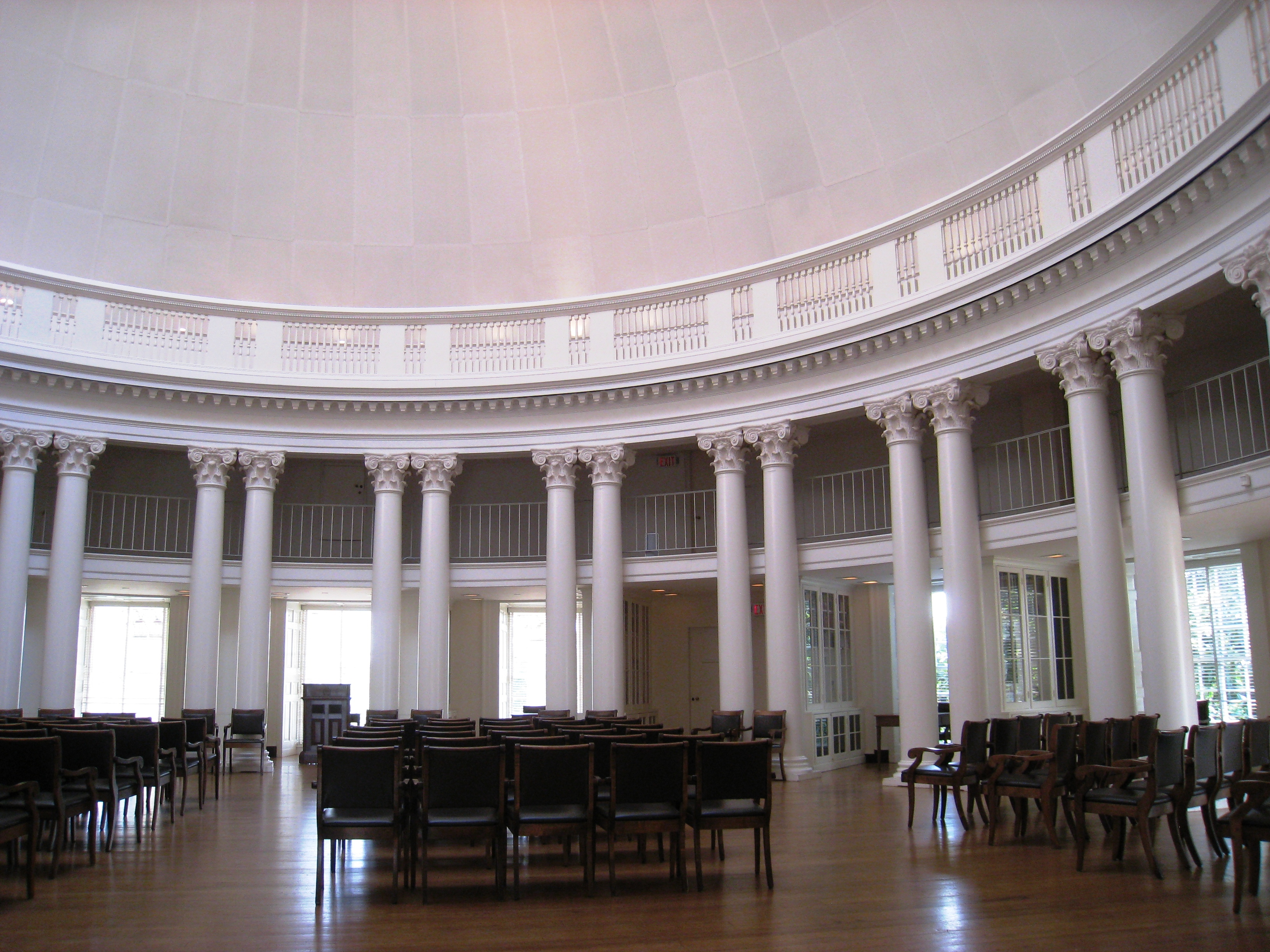
Kuppelraum der Rotunda

Als Vorbild für den Rundbau benutzte Jefferson das römische Pantheon. Er hatte den antiken Bau nie gesehen und stützte seine Kenntnisse vor allem auf Palladios Zeichnungen aus dessen Werk Quattro libri dell’architettura (dt.: Vier Bücher der Architektur; Kapitel 20: Del Pantheon hoggi detto la Ritonda) in der Übersetzung von Giacomo Leoni; darin wird das Pantheon gemäß seinem Kirchennamen Santa Maria della Rotonda (ab 607 n. Chr.) auf Englisch als Rotunda bezeichnet, woraus sich vermutlich auch der Name von Jeffersons Bau ableitet.
Wie beim Pantheon bildete die Grundlage für Jeffersons Rotunda nach dessen eigenen Worten „eine Kugel in einem Zylinder“ (a sphere within a cylinder). An den Zylinder ist ein Säulenvorhof (Portikus) mit korinthischen Säulen angefügt, deren Kapitelle (obere Säulenabschlüsse) aus Carrara-Marmor Jefferson fertig behauen aus Italien bestellte, nachdem sich heimischer Schiefer als unbrauchbar herausgestellt hatte. Das Dach der Rotunda beschreibt einen 120°-Kreisbogen, wobei der untere Teil des Daches – wie auch beim Pantheon – außen in sechs Stufen ansteigt, an die sich die Wölbung anschließt. Anders als der antike Tempel hat Jeffersons Bau allerdings einen Keller, der im breiten Podest des Gebäudes untergebracht ist; die gedachte „Kugel in einem Zylinder“ reicht bei der Rotunda dadurch unter die Erdoberfläche (siehe Jeffersons Entwurf 1817), was – gemeinsam mit dem Verzicht auf den Doppelgiebel des römischen Baus – optisch zu anderen Proportionen als beim Pantheon führt. Dennoch wirkt Jeffersons Entwurf von außen schlanker als das Pantheon: Im Gegensatz zur Rotunda reicht die dem römischen Tempel einbeschriebene, gedachte Kugel nicht bis zu den Außenmauern des Baus.
Daneben weicht Jeffersons Bau von seinem Vorbild durch das Baumaterial – in Virginia gebrannter roter Backstein mit weißen Elementen bei der Rotunda, mit Ziegeln ummauerter Beton beim Pantheon – und durch die großen, weiß eingefassten Fenster in der Außenwand ab. Ein weiterer Unterschied betrifft den verkleinerten Maßstab, da die Rotunda eine Höhe und einen Durchmesser von 77 Fuß (23,5 m) hat; Jefferson beschrieb den Durchmesser der Rotunda, oft zitiert, als halb so groß wie den des Pantheons und entsprechend ihre Fläche und ihr Volumen als ein Viertel bzw. Achtel des antiken Baus, was angesichts des Pantheon-Durchmessers von 43,3 m allerdings nur näherungsweise zutrifft. Mit der Größe reduzierte Jefferson auch die Zahl der Säulen im Säulenvorhof – der Vorhof der Rotunda ist sechs Säulen breit und drei Säulen (drei Joche) tief, wohingegen der Säulenvorhof des Pantheons acht Säulen breit und drei tief ist; zudem ist der antike Vorhof durch zwei Säulenpaare hinter der vorderen Säulenfront unterteilt, die die kurze Vorhalle ähnlich wie ein zentrales, zum Eingang führendes Längsschiff mit zwei Seitenschiffen gliedert. Die größten Abweichungen finden sich jedoch im Innern der Gebäude: Während das römische Pantheon einen einzigen Raum beherbergt, teilte Jefferson die Rotunda in drei Stockwerke – Keller, Erdgeschoss und Obergeschoss – und die beiden unteren Stockwerke in jeweils drei ovale Räume und einen ungefähr sanduhrförmigen Korridor. Die Räume des Keller- und Erdgeschosses der Rotunda wurden ursprünglich für alle größeren Versammlungen genutzt, für die die Räumlichkeiten der Pavillons am Lawn zu klein waren – Seminare, religiöse Anbetung, öffentliche Prüfungen und andere Ereignisse fanden in ihr statt. Der große, von 20 Säulenpaaren und zwei Galerien gesäumte Kuppelraum im Obergeschoss diente als Bibliothek. Jefferson plante für ihn außerdem eine blaubemalte Decke mit beweglichen Sternen, die das erste Planetarium der Vereinigten Staaten ergeben hätte, doch die Pläne wurden nie realisiert.
Nach Ost und West der Rotunda schließen sich jeweils zwei einstöckige, schmale Gebäudeflügel an. Sie umschließen beidseits der Rotunda je einen kleinen Innenhof, dessen vierte Seite von einem Kolonnadengang gebildet wird (siehe bebilderter Überblick). Die überdachten, aber an den Längsseiten offenen Flügel brachte Jefferson auf einer Ebene mit dem Keller der Rotunda unter, so dass sie nach Süden, zum Lawn, teilweise unter dem Erdboden liegen (4 Fuß 2 Zoll, d. h. ca. 1,3 Meter). Das führt dazu, dass sie bei einem Blick von Süden aus größerer Entfernung fast vollständig von den drei flach ansteigenden Terrassen des Lawn verdeckt werden. Aufgrund des nach Norden abfallenden Geländes sind die beiden Flügel auf dieser Seite hingegen ebenerdig gebaut. Hierfür entwarf Jefferson eine Arkade entlang der Flügel, die den Arkaden des Range ähnelt. Die Räumlichkeiten in den Flügeln plante Jefferson als überdachte Sporträume. Die balustradengesäumten Flachdächer der Flügel und der Kolonnadengänge sind heute über die Säulenhallen der Rotunda öffentlich zugänglich. Der in den Flügeln verlaufende, türlose Gang ergänzt sich mit den Kolonnaden zwischen den Pavillons zu einem überdachten Weg rund um den Lawn, der nur im nicht durchgehend bebauten Süden unterbrochen ist.

##### Baugeschichte und tatsächliche Nutzung der Rotunda
Der Bau der Rotunda begann am 7. Oktober 1822 und wurde nach knapp vierjähriger Bauzeit im September 1826 abgeschlossen. 1851–1853 erhielt die Rotunda wegen des gestiegenen Raumbedarfs der Universität einen 150 Fuß (45,7 m) langen und 50 Fuß (15,2 m) breiten Anbau (Annex) nach Norden, in dem vor allem vier große Seminarräume untergebracht waren, deren einer bis zu 1.200 Personen fasste. Im 19. Jahrhundert erhielt außerdem das Dach der Rotunda zunächst für wenige Jahre und endgültig in den 1870er Jahren eine niedrige, breite Laterne, um undichte Stellen des früher an dieser Stelle eingepassten Fensters zu beheben. Aus den gleichen Gründen wurde auch das Dach verändert – die sechs Stufenringe wurden entfernt und die Dachwölbung verstärkt.
1895 zerstörte ein Brand die Rotunda und den Anbau bis auf die Ziegelmauern vollständig (siehe Geschichte). Anschließend wurde das Gebäude nach Plänen von Stanford White, in veränderter Form und ohne den Anbau, in einem monumentalen Beaux-Arts-Stil (einem eklektischen neoklassizistischen Stil) wieder aufgebaut. Neben stilistischen Veränderungen im Innern der Rotunda verzichtete White auf ein Zwischengeschoss und vergrößerte dadurch den Kuppelraum. Außerdem ergänzte er im Norden, in dem zuvor der Anbau gestanden hatte, einen Säulenvorhof nach dem Vorbild des von Jefferson entworfenen südlichen Vorhofs; seither sehen Nord- und Südseite der Rotunda einander sehr ähnlich, allerdings ist der nördliche Vorhof mit nur einem Joch nicht so tief wie der südliche Säulenvorhof.
1898 wurde die Rotunda wiedereröffnet und erneut vor allem als Bibliothek genutzt, bis die angewachsene Sammlung 1938 in die neugebaute Alderman-Bibliothek verlegt wurde. In den Folgejahren wurde die Rotunda nur noch für untergeordnete Verwaltungsbüros und gelegentliche Bälle und Empfänge genutzt und verlor ihre zentrale Bedeutung für die Universität.
Ab den 1950er Jahren trieben die damaligen Universitätspräsidenten und vor allem zwei Professoren, die die Geschichte des Baus studierten, eine Restaurierung der Rotunda mit Rückbau in den Ursprungszustand und eine Aufwertung des Gebäudes durch eine veränderte Nutzung voran. Nach langer Planungsphase erfolgte 1973 bis 1976 unter Leitung des Architekten Louis W. Ballou (vom Architektenbüro Ballou und Justice aus Richmond, Virginia) der Umbau in den Stil von Jefferson. Die seither bestehende Baufassung entspricht allerdings nicht völlig dem Ursprungszustand. Insbesondere konnte sich die ursprünglich von Jefferson entworfene Farbgebung mit dem Rotundadach in Kupfer genauso wenig wie eine Rückkehr zu den Farben des toskanischen Sandstein für die Säulen der Kolonnaden am Lawn gegen die seit 1895 übliche Ausführung mit weißem Dach und weißen Säulen durchsetzen. Außerdem blieb das unter Stanford White gebaute Nordportal erhalten, und im Innern der Rotunda wurden verschiedene Anpassungen an moderne Bauwünsche von einer Klimaanlage bis zu einem behindertengerechten Aufzug vorgenommen.
Heute beherbergt die Rotunda Büros und Räume für festliche Anlässe. Der Kuppelraum wird vor allem als Veranstaltungssaal genutzt. Die Räume in den Arkadenflügeln dienen ebenfalls als Büros.

#### Die Pavillons und die Studentenzimmer amLawn
Bilder aller Pavillons: siehe Überblick über die Gebäude am Lawn

##### Geplante Nutzung und Entwürfe der Pavillons
Die zehn Pavillons des akademischen Dorfes plante Jefferson einerseits als Wohnhäuser der Professoren, andererseits als Fakultätenähnliche Unterrichtsgebäude mit Seminarräumen der jeweiligen Professoren: Jeder Professor lehrte allein ein weites Themenspektrum, beispielsweise umfasste die Professur für physico-mathematics nach Jeffersons Vorstellungen Mechanik, Statik, Dynamik, Pneumatik, Akustik, Optik, Astronomie und Geographie. Die Unabhängigkeit der Professoren wurde auch dadurch unterstrichen, dass jeder Student – wie damals üblich – sich nicht in einem Fachbereich, sondern direkt bei einem oder mehreren Professoren einschrieb, denen er auch persönlich einen Teil der Studiengebühren zu zahlen hatte. Aufgrund ihrer Bestimmung sollten die Pavillons damit neben der Bedeutung der Professoren auch die Wissenschaften repräsentieren, die in ihnen gelehrt wurden. Das erklärt – neben rein ästhetischen Gründen – mit die Bedeutung, die nach Jeffersons Entwürfen den Gebäuden auf dem Lawn zukommt.
Architektonisch erfordert diese Symbolik eine Ausgewogenheit der Architektur, die bei allem Variantenreichtum nicht einzelne Pavillons gegenüber anderen überlegen wirken lässt. Zugleich beeinflusste sie die Zahl der zu errichtenden Pavillons: Jeffersons erste Entwürfe sahen neun Pavillons – drei an jeder Seite – um den damals noch quadratisch geplanten Lawn vor. Die Betonung des Gebäudes im Scheitelpunkt und die Anlage in zwei Reihen entlang der rechteckigen Rasenfläche erlaubte es jedoch, die Zahl der Pavillons auf zehn zu erhöhen – die Zahl der Wissenschaften, die Jefferson nach langen Überlegungen als die „in unserer Zeit nützlichen Wissenschaften“ (the sciences useful in our time) und als ein unabdingbares Minimum für eine Universität ansah. Aufgrund von Finanzproblemen wurde die Zahl der Professoren in den ersten Universitätsjahren allerdings auf acht reduziert.

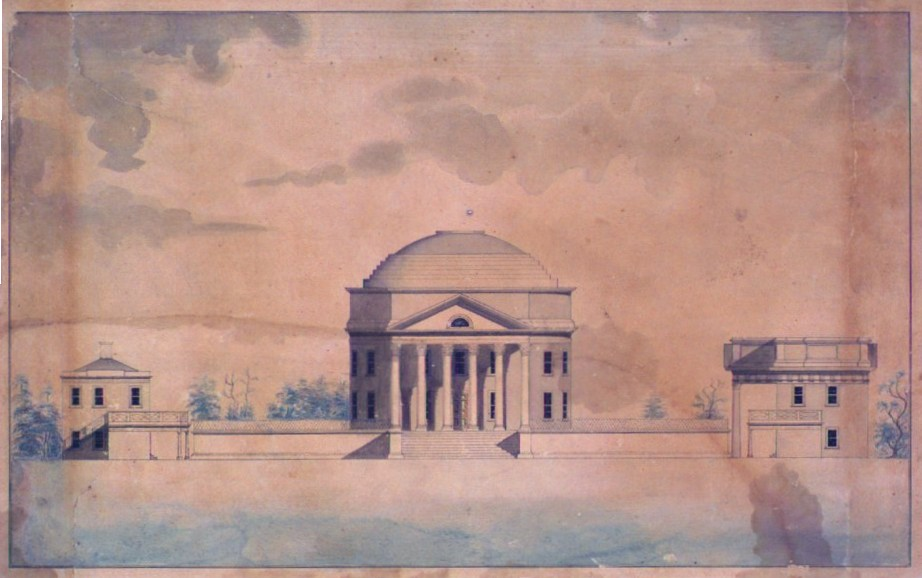
Rotunda mit Pavillons IX und X – Skizze evtl. von Latrobe, was ebenfalls für dessen starke Beteiligung spräche

Als Jefferson 1817 für die Universitätsanlage den Rat der Architekten Thornton and Latrobe einholte, schickte ihm Thornton Skizzen für zwei Pavillonfassaden, deren eine Jefferson für Pavillon VII benutzte und anpasste. Latrobe sandte Skizzen für wenigstens fünf Fassaden, wahrscheinlich sogar mindestens „sieben oder acht“, wie er in einem Brief ankündigte, eventuell gar einen kompletten Satz von zehn Entwürfen. Jefferson wiederum schrieb an Latrobe, er werde zwei der Entwürfe für die nächsten zu errichtenden Pavillons nutzen, außerdem notierte er Latrobes Namen in seinen Skizzen für die Pavillons VIII und IX. Daneben werden aufgrund stilistischer Überlegungen Einflüsse von Latrobe auf die Pavillons III und V sowie möglicherweise auch auf Pavillon X angenommen. Am weitesten geht wohl der Historiker Garry Wills, der angesichts der nicht erhaltenen Skizzen von Latrobe sogar spekuliert, ob alle Pavillons bis auf den von Thornton beeinflussten Pavillon VII auf – von Jefferson zum Beispiel durch unterschiedliches Gebälk angepasste – Entwürfe von Latrobe zurückgehen könnten; dazu würde auch passen, dass Jefferson 1819 die Entwürfe für die fünf östlichen Pavillons in nur drei Wochen anfertigte.
Wer auch immer in welchem Ausmaß für die einzelnen Entwürfe verantwortlich ist, die Pavillons zeigen einen großen Formenreichtum, der aus einer Vielfalt der klassischen Bauelemente zusammengesetzt ist, oft nach den Vorbildern Roland Fréart de Chambray und Andrea Palladio. Die Vielseitigkeit der verwendeten Varianten wird neben der ästhetischen wiederum der pädagogischen Zielsetzung Jeffersons zugeschrieben – Architektur als Anschauungsmaterial für den Universitätsunterricht.
|                                   |                              |
| Pavillon III: Korinthische Säulen | Pavillon IX: Dorische Säulen |

##### Symmetrie und Asymmetrie
Getreu dem Gesamtkonzept der Anlage sind die unterschiedlichen Bauformen mitnichten symmetrisch unter den Pavillons verteilt: Gegenüberliegende Fassaden unterscheiden sich zum Teil erheblich, was wohl am deutlichsten an den Pavillons IX und X zu sehen ist (siehe Weitwinkelaufnahme oben). Es fällt ebenso bei den verwendeten Säulenordnungen (Stil des oberen Säulenabschlusses, des sog. Kapitells) auf: Vier der Pavillons (I, IV, VII, X) haben Säulen mit dorischen Kapitellen, drei (II, V, IX) mit ionischen und zwei (III, VIII) – wie auch die Rotunda – in der korinthischen Ordnung; Pavillon VI schließlich benutzt gar keine zusätzlichen Säulen, sondern erhebt sich über der durchlaufenden (toskanischen) Kolonnade. Auch die klassizistische Verwendung von Kolossalordnungen (Säulen oder Pfeiler über zwei oder mehr Stockwerke) an den rotundanahen Pavillons I, II, III, IV und V sowie am südlichen Pavillon X folgt nur teilweise einer symmetrischen Ordnung, und das Gleiche gilt für die Wahl von Giebeln und Dachformen – I bis IV sowie VI und VII haben ein in einem Giebel endendes Satteldach, IX ein flaches Walmdach, X hat einen seinem Flachdach vorgesetzten Giebel, und V und XIII haben schlichte Flachdächer. Auch die Größe der Bauten variiert stark und reichte ursprünglich von ca. 10,7 m × 8,4 m (Pavillon VII) bis zu ca. 11,4 m × 13 m (Pavillon III); im Zusammenhang damit wechselt auch die Zahl der den Fassaden vorgestellten Säulen zwischen vier und sechs. Sogar die Ausrichtung der Pavillons ist zum Teil nicht symmetrisch, so liegen die Eingangstüren der Pavillons I und IX etwas südlicher als die der ihnen gegenüberliegenden Pavillons II bzw. X.

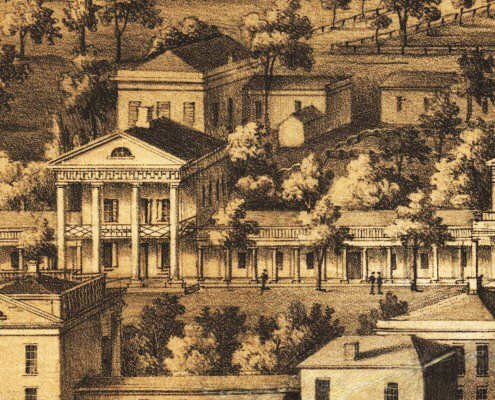
Studentenzimmer und Pavillon IV (vor Hotel B) 1856, noch ohne große Bäume

Andere Elemente unterstreichen jedoch den Eindruck prinzipieller Symmetrie und Regelmäßigkeit. Dazu gehören vor allem die Kolonnaden, mit denen die Pavillons auf jeder Seite des Lawn verbunden sind. Ihr Effekt wird noch durch die weißen Geländer der über ihnen liegenden begehbaren Verbindungswege unterstrichen, über die die Professoren von einem Pavillon zum anderen gelangen konnten, ohne auf den öffentlichen Lawn hinauszutreten. Dieser Eindruck hat sich allerdings gegenüber den ersten Jahren der Universität stark verändert, als die Bäume an den Seiten des Lawn noch nicht ausgewachsen waren.
Daneben setzte Jefferson sogar tatsächliche Unregelmäßigkeiten ein, um einen Eindruck von harmonischer Regelmäßigkeit zu erzielen: Ausgehend von der Rotunda verlängerte er schrittweise die Abstände zwischen Pavillons (siehe Plan des akademischen Dorfes). Während zwischen den ersten Pavillons nur vier Studentenzimmer Platz finden, sind es am anderen Ende des Lawn auf der Ostseite acht und auf der Westseite sogar zehn. Von der Rotunda aus gesehen spielt dieser Kunstgriff dem Phänomen entgegen, dass in der Ferne alles kleiner wahrgenommen wird – dadurch, dass Jefferson die Abmessungen in der Ferne größer gestaltete, wirkt das Südende näher (Größenkonstanz) und scheinen die Abstände zwischen den Pavillons gleichmäßig, eben weil sie es nicht sind. Von der Südseite des Lawn hingegen ergibt sich der Effekt, dass die kleineren Abstände nahe der Rotunda eine größere Entfernung vorspiegeln, so dass der Lawn länger wirkt, als er tatsächlich ist. Allerdings verstellen heute die großen Bäume zu beiden Seiten des Lawn vor allem im Sommer den freien Blick auf die Pavillons über die ganze Länge der Anlage, wodurch der Effekt der unterschiedlichen Abmessungen weniger zum Tragen kommt.

##### Baugeschichte und tatsächliche Nutzung der Pavillons und Studentenzimmer
|                                            |                                                    |
| Pavillon X mit freistehendem Giebel (1911) | Pavillon X nach Renovierung 2010 wieder mit Attika |

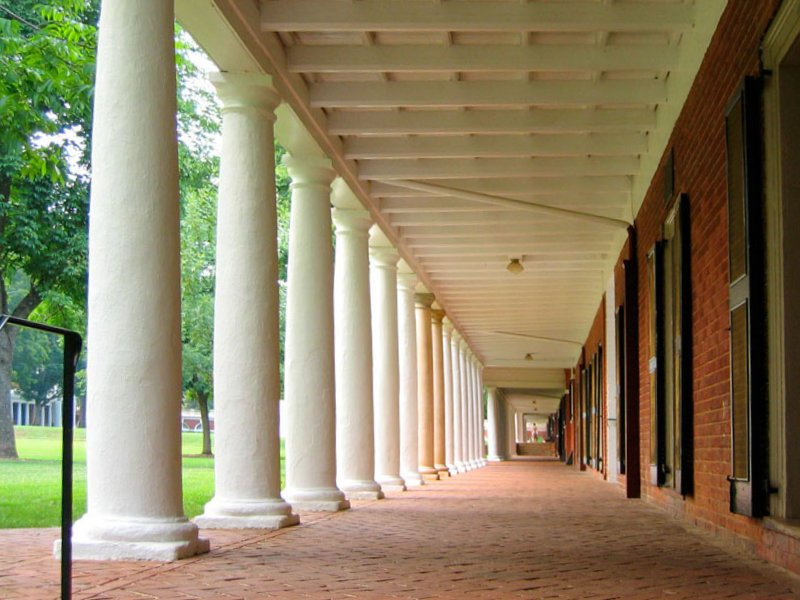
Kolonnade entlang der Ostseite des Lawn mit Studentenzimmern

Mit Pavillon VII begann am 6. Oktober 1817 der Bau des ersten Gebäudes der Universität. Der Pavillon diente nach seiner Fertigstellung als Bibliothek, bis 1826 die Rotunda diese Aufgabe übernahm. Die übrigen Pavillons wurden nach und nach bis Oktober 1823 gebaut, allerdings zogen erst kurz vor Eröffnung der Universität 1825 die Professoren ein. Sie sollten nach Jeffersons Plänen, gegebenenfalls mit ihrer Familie, im Obergeschoss wohnen und in mehreren Räumen im Erdgeschoss unterrichten. Doch die meisten Pavillons verloren schon früh ihre Funktion als Unterrichtsgebäude, weil die Professoren und oft vor allem ihre Ehefrauen mehr Privatleben wie auch mehr Platz wünschten, woraufhin die Seminarräume Zug um Zug in die Rotunda und später in ihren Anbau ausgelagert wurden. Nur noch einer der ursprünglichen Seminarräume wird heute für diesen Zweck genutzt (Stand September 2002). In den frühen Jahren nutzten die Professoren eine Zeit lang sogar einige der umliegenden, aufgrund der noch niedrigen Studentenzahlen nicht genutzten Studentenzimmer als Arbeitsräume.
Im Laufe der Jahre wurden nach und nach alle bis auf Pavillon III zu den Gärten hin vergrößert, wobei Pavillon III zugleich der einzige ist, der um ein weiteres, heute unabhängig vom Pavillon bewohntes Gebäude im Garten erweitert wurde. Trotz der Erweiterungen blieben jedoch die Fassaden der Pavillons zum Lawn über die Jahrzehnte fast unverändert; eine kleine Ausnahme bildete Pavillon X, dessen Attika im 19. Jahrhundert entfernt wurde, aber selbst er wurde 2009 wieder in seinen früheren Zustand zurückversetzt. Heute dienen die Pavillons noch immer als Wohnhäuser für Professoren, meist für Dekane, da sie nach Senioritätsprinzip zugeteilt werden. Nur Pavillon VII, der sogenannte Colonnade Club, wird seit Anfang des 20. Jahrhunderts von dem gleichnamigen Club genutzt, der die Beziehungen zwischen Professoren und ehemaligen Studenten fördert; aber selbst der Club enthält in einem Anbau Einzelzimmer für Übernachtungsgelegenheiten.
Auch die Studentenzimmer zwischen den Pavillons dienen heute noch ihrer ursprünglichen Bestimmung, allerdings leben dort heute ausgesuchte Studenten: Während die Zimmer anfangs an je zwei Studenten vergeben wurden, sofern nicht ein Student die doppelte Miete bezahlen wollte, werden heute die einzeln bewohnten Zimmer in einem von Studenten organisierten Auswahlverfahren an Mitstudenten vergeben, die sich im letzten Studienjahr vor dem Bachelorabschluss befinden und sich unter anderem durch Führungseigenschaften oder soziales Engagement hervorgetan haben. Die Räume haben zwar kein individuelles Bad, Toiletten und Duschen sind in anderen Gebäuden untergebracht, und Kochherde (bis 2002/03 auch Mikrowellenherde) sind wegen des alten elektrischen Systems nicht erlaubt. Dennoch sind die Zimmer aufgrund ihrer Lage und der Ehre, hier wohnen zu dürfen, außerordentlich beliebt. Bei gutem Wetter stehen oft die Eingangstüren offen, die direkt in die Zimmer führen, und häufig sind ein paar der hölzernen Schaukelstühle, von denen je einer zur Zimmereinrichtung gehört, in den Kolonnadengängen oder auf dem Lawn zu sehen.

#### Die Gärten
Jefferson entwarf auch die Grundform der sechzehn öffentlich zugänglichen Gärten des akademischen Dorfes: Hinter jedem der zehn Pavillons liegt ein Garten, der dem natürlichen Gelände folgend vom Lawn leicht abfällt; die sechs Pavillons, hinter denen ein Hotel liegt, teilten sich ihre Gärten ursprünglich mit den Hotels, weswegen diese Gärten in der Mitte baulich getrennt wurden. An den Seiten wurden die Gärten durch schmale, in Schlangenlinien verlaufende Ziegelmauern (serpentine walls) umfasst. Die Mauern sind jeweils nur einen Ziegelstein breit, so dass die Windungen neben der Ästhetik auch der Standfestigkeit zugutekommen. Die gewundenen Mauern hatte Jefferson wahrscheinlich 1786 in England kennengelernt; eine Variante von ihnen hatte er vermutlich außerdem bereits auf 1645 begründeten Green-Spring-Plantage (westlich von Jamestown, Virginia) des Gouverneurs von Virginia, Sir William Berkeley, gesehen. Zwischen den seitlichen Ziegelmauern legte Jefferson Zugangswege (Alleen genannt) zu den Rückseiten der Pavillons und dem Lawn an.

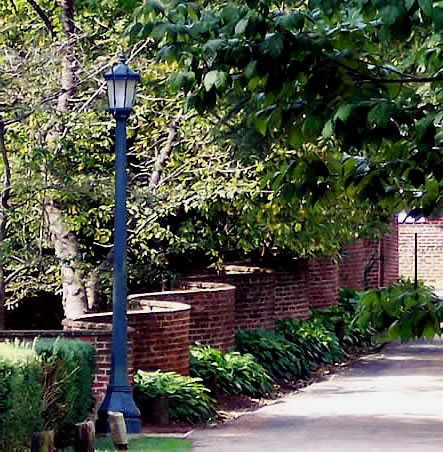
Gewundene Ziegelmauer an einer sogenannten Allee

Jefferson hinterließ keine Pläne für die Bepflanzung der Gärten, was an seinem Todesdatum (1826) oder auch an der Notwendigkeit der Benutzung der Gärten als Gebrauchsflächen gelegen haben kann. Nach Jeffersons Wünschen sollten in den Gärten zwar nur Toiletten untergebracht werden, aber bald wurden Holzschuppen, Waschhäuser, Hühnerställe, Räucher- und Fleischhäuser und Unterkünfte für Diener (erlaubt waren bis zu vier pro Haushalt) und Sklaven gebraucht. Dazu kamen Brunnen und Zisternen, Trockenplätze für Wäsche und vor allem der Anbau von Gemüse, Beeren und Obstbäumen.
Nachdem in den folgenden Jahren Verfall und Umbauten bis hin zur Erstellung von je einer Straße quer durch die westlichen und östlichen Gärten der ursprünglichen Anlage zugesetzt hatten, wurden 1948–1952 die West-Lawn-Gärten und 1960–1965 die East-Lawn-Gärten nach den ursprünglichen Entwürfen restauriert. Da Jefferson keine Vorgaben für die Bepflanzung gemacht hatte, legten die Landschaftsarchitekten Alden Hopkins (westliche Gärten) und Donald Parker (östliche Gärten) die Gärten neu an. Strittig ist, ob ihre englisch-französischen Entwürfe auf Jeffersons allgemeine Vorlieben Rücksicht nahmen oder nicht: Während Jefferson zum Teil ein Vorzug der englischen (jardins anglais) über die hochstilisierten französischen Gartenanlagen nachgesagt wird, halten andere Autoren für wahrscheinlicher, dass Jefferson einen eindeutig französischen Stil gewollt hätte. Heute werden die Gärten weiterhin von den Pavillonbewohnern genutzt. Mindestens die Gartenteile, die weiter vom Lawn entfernt sind, stehen aber auch der Öffentlichkeit und damit vor allem den Studenten zur Verfügung.

#### Die Hotels und die Studentenzimmer desRange

##### Geplante Nutzung und Entwurf der Hotels
|                               |                          |
| Vorderseite von Hotel B und D | Kolonnade des East Range |

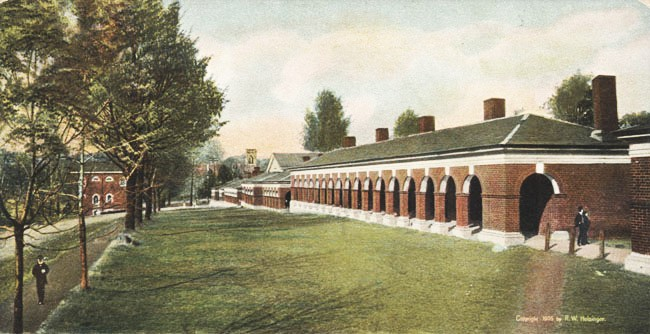
West Range und (links) anatomisches Theater (1905)

Jenseits der Gärten zieht sich je eine mehrfach durchbrochene einstöckige Gebäudezeile aus arkadengesäumten Studentenzimmern entlang, der sogenannte East und West Range. Als „Hotels“ bezeichnete Jefferson die sechs größeren Gebäude, von denen je eines an den vier Enden der Gebäudezeilen steht und je ein weiteres zwischen die Studentenzimmer von East bzw. West Range eingelassen ist. Jefferson hatte ursprünglich geplant, dass auch die Hotels zum Lawn und damit zu den Gärten und den Rückseiten der Pavillons ausgerichtet sein sollten. Dieser Entwurf brachte allerdings Probleme für die Anlage der Zufahrtsstraßen zum Lawn mit sich. Joseph C. Cabell schlug schließlich vor, die Hotels vom Lawn fort nach außen zeigen zu lassen, was Jefferson in seine Pläne aufnahm.
Die Hotels waren als dezentralisierte Essräume (ähnlich Mensen) geplant und wurden an sechs Privatpersonen vermietet, die mit ihren Familien in den Hotels wohnten und dort täglich drei Mahlzeiten für die Studenten anboten. Sie möblierten aber beispielsweise auch die Zimmer der ihnen zugewiesenen Studenten, mussten ihnen „Diener“ (d. h. Sklaven) zur Zimmerreinigung zur Verfügung stellen und waren spätestens ab 1842 verpflichtet, den Studenten ein sauberes Handtuch pro Tag zu geben, so dass ihre Aufgaben deutlich über die eines Kochs hinausgingen. Für die Studenten wurden die Hotels nicht nur Essräume, sondern dienten auch als Orte für Versammlungen und als verbindungsähnliche Clubs.
Gemäß ihrer Bestimmung sind die Hotels kleiner – nur Hotels C, E und F haben ein sichtbar ausgebautes Obergeschoss – und vor allem nicht so repräsentativ wie die Pavillons. Mit Säulen sind nur die zwei rotundanahen Hotels versehen: Hotel A hat einen kleinen dorischen Säulenvorhof, und die Eingangstür von Hotel B liegt hinter einem von zwei kleinen dorischen Säulen getragenen Portal; beide Häuserfronten sind zudem nach Norden, auf die Zugangswege zur Rotunda ausgerichtet. Nach Osten und Westen hingegen liegen alle Hotels hinter den durchlaufenden Backsteinarkaden des Range, die vor den Hotels nur etwas vorgezogen sind, um einen größeren überdachten Vorraum zu gewinnen, und im Fall von Hotel D etwas vergrößert sind. Damit fügen sich die Backsteinbauten der Hotels relativ unauffällig in die Reihen des Range. Doch auch sie wurden von Jefferson individuell entworfen, so dass kein Bau dem anderen gleicht.
Jefferson, der selbst in jungem Alter Französisch gelernt hatte, hatte zunächst vor, die Hotels an fremdsprachige Familien zu vermieten, die die Studenten während der Mahlzeiten umgangssprachliches Französisch, Italienisch, Deutsch und Spanisch lehren könnten. Im ländlichen Virginia waren geeignete Familien allerdings nicht zu finden, und so wurde das Vorhaben nicht weiter verfolgt. Vor wenigen Jahren wurde die Idee wieder aufgenommen, und heute gibt es an der University of Virginia mehrere kleine Studentenheime (language houses), die jeweils einer bestimmten Fremdsprache gewidmet sind und von ihren Bewohnern unter anderem verlangen, dass sie pro Woche mindestens an drei gemeinsamen Abendessen teilnehmen, während derer nur die entsprechende Sprache gesprochen wird.

##### Baugeschichte und tatsächliche Nutzung der Hotels und Studentenzimmer

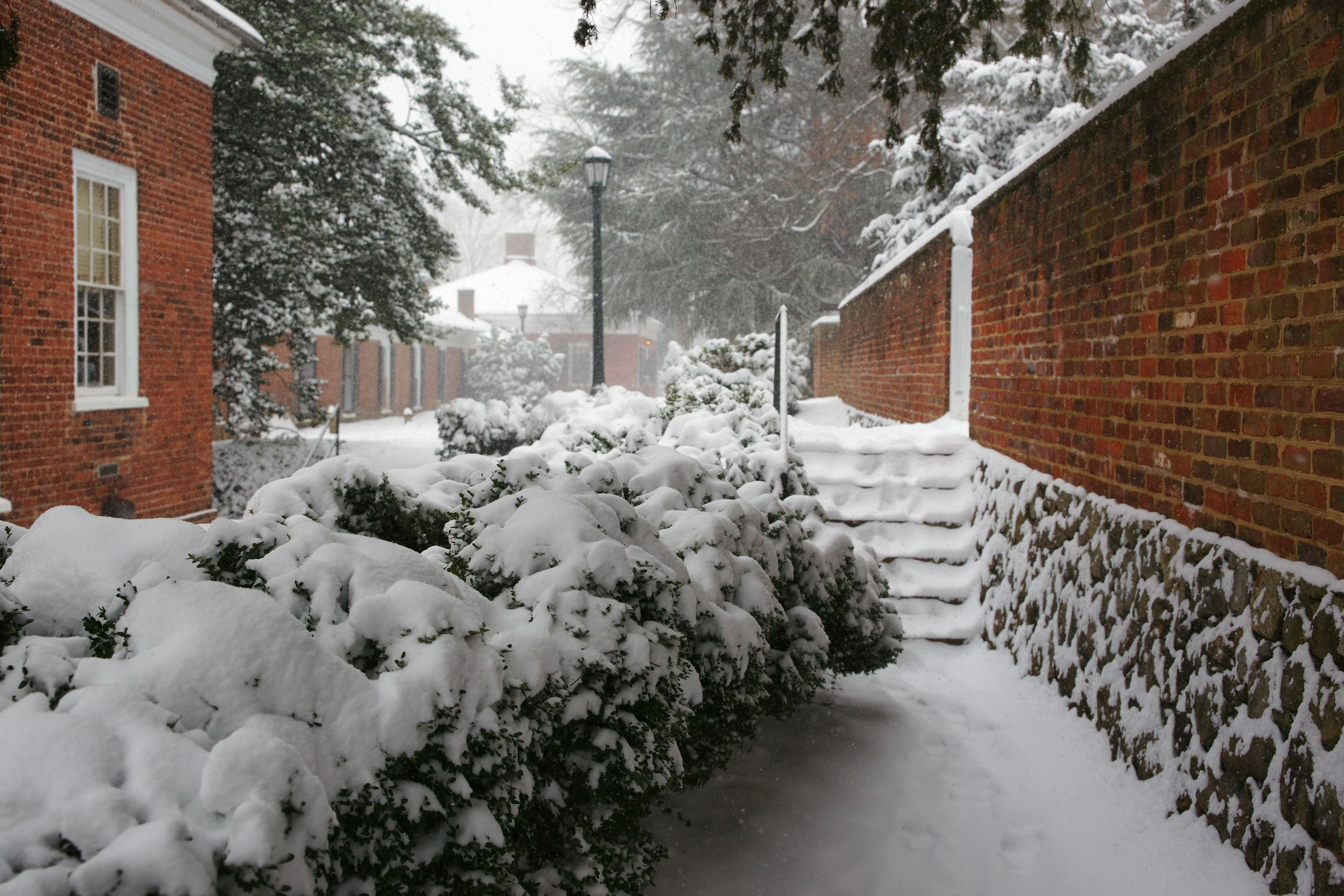
Rückseite des East Range (links) entlang der Pavillon-Gartenmauern (rechts) 2010 (ganz links Hotel B, in Bildmitte Hotel D)

1822 wurden die Hotels fertiggestellt, doch wie bei den Pavillons zogen die zukünftigen Bewohner erst kurz vor der Öffnung der Universität am 7. März 1825 ein. Ursprünglich konnte sich jeder Student aussuchen, wo er wohnen und welchem der sechs Hotels er zugeordnet sein wollte. Da die Regelung in der Praxis nicht gut funktionierte, wurde sie bereits am 7. Oktober 1826 vom Board of Visitors geändert und Studenten fortan ihrer Unterkunft und ihrem Hotel zugewiesen. In den folgenden Jahren zeigte sich allerdings, dass die zunächst wenigen Studenten nicht so viele Hotels brauchten und die starke Dezentralisierung nicht praktisch war. Darüber hinaus gab es Personalprobleme: Fünf der sechs ursprünglichen Hotelmieter tranken und spielten um Geld mit ihren Studenten; die einzige Ausnahme bildete bezeichnenderweise ein Mann, den die Studenten – möglicherweise auch aus anderen Gründen – für verschlossen hielten und der so unbeliebt wurde, dass mindestens neun Studenten sich an der Universität nicht einschrieben, weil sie seinem Hotel zugewiesen worden wären.

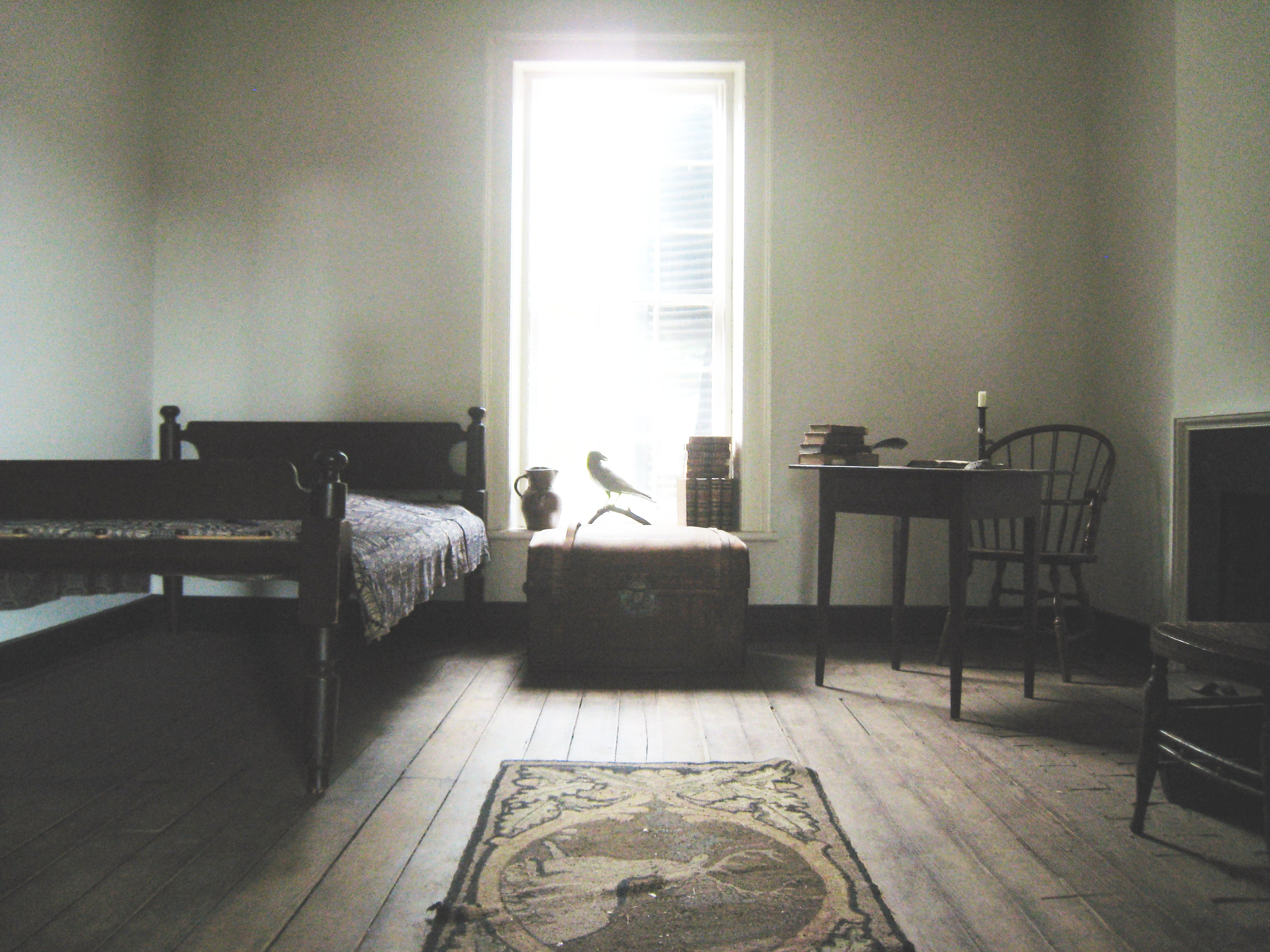
Edgar Allan Poes Raum im West Range

In den folgenden Jahren wurden daraufhin Essgelegenheiten zusammengelegt und die Hotels nach und nach anders genutzt, oft unter Ausbau und Erweiterung der ursprünglichen Gebäude. In der ersten Hälfte des 19. Jahrhunderts wurden in Hotel C (auch Jefferson Hall, nach der dort seit 1826 tagenden Literatur- und Debattengruppe Jefferson Society) und Hotel D Fecht-, Tanz- und Sportstunden abgehalten, von 1828 bis in die 1840er Jahre wurden Hotel C und – ab 1831 – Hotel D unter anderem auch für gelegentliche Bälle genutzt. Als Sporthalle wurde neben Hotel E 1852 ein Anbau, die sogenannte Levering Hall, errichtet, deren Name heute zum Teil auch auf Hotel E übergegangen ist. Der Großteil der Hotels wurde mindestens zeitweilig zu Wohngebäuden (zuletzt noch Hotel D) und zwischendurch zu Büros von Universitätsverwaltung und Studentenorganisationen umgewandelt. Die meisten dienen auch heute noch als Büros, nur in Hotel E ist seit 2004 wieder eine Cafeteria für Studenten und Professoren untergebracht; dabei soll (Stand 2009/2010) auch wieder eine seit langem fehlende überdachte Veranda hinter dem Gebäude wiedererbaut werden.
Die Studentenzimmer zwischen den Hotels werden bis heute für ihren ursprünglichen Zweck genutzt und entsprechen in ihrer Ausstattung – vom Schaukelstuhl bis zum getrennt gelegenen Bad – den Räumen am Lawn. Die Studentenzimmer der Range Community sind Graduate Students vorbehalten und werden im Rahmen eines Bewerbungsverfahrens durch ein Auswahlkomitee vergeben. Nicht vermietet wird nur die ehemalige Bleibe von Edgar Allan Poe (Adresse: 13 West Range), die im Stil aus der Zeit des Dichters eingerichtet ist. Der Raum wird von der Universität und der universitären Raven Society gepflegt, einer nach dem gleichnamigen Gedicht von Poe benannten, 1904 gegründeten Honor Society (engl.: Ehrengesellschaft). Er kann einmal jährlich während der Garden Week besichtigt werden.

#### Jenseits der Hotels
Obwohl die üblicherweise als akademisches Dorf bezeichnete Anlage heute in Ost und West mit dem Range endet, gingen Jeffersons Pläne über diesen Kernbereich hinaus. Jefferson hatte vermutlich vor, das akademische Dorf nach und nach auf sechs Reihen von Gebäuden – oder bei Bedarf später auf acht, zehn usw. – auszubauen, wobei der Lawn der Mittelpunkt bliebe: Im Osten legte Jefferson parallel zum East Range Ställe für die Professoren an. Im Westen begann er eine Reihe mit zusätzlichen Unterrichtsgebäuden, die vermutlich unter anderem die von Jefferson geplanten Räumlichkeiten für die schönen Künste enthalten hätten.

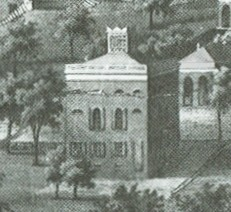
Das anatomische Theater 1856

Doch 1826 starb der 83-jährige Jefferson, ohne dass die möglichen Erweiterungen im Westen auch nur entworfen worden wären. Das einzige dieser Gebäude, für das Jefferson vor seinem Tod tatsächlich noch Pläne anfertigte, war 1825 im Westen von Hotel A das „anatomische Theater“ (Anatomical Theatre), der erste Bau in den Vereinigten Staaten für Obduktionen im Medizinstudium (nach anderen Angaben der erste solche Bau in den US-amerikanischen Südstaaten). Aufgrund seiner Bestimmung wurde er ursprünglich auch Stiff Hall (frei übersetzt: Gebäude für Steifes) genannt. Anlass für den Bau waren wahrscheinlich einerseits Wünsche des Medizinprofessors, der die Obduktionen sonst in seinem eigenen Pavillon hätte durchführen müssen. Andererseits plante das College of William and Mary (Virginia), nach Richmond umzuziehen und ein Krankenhaus für die Medizinausbildung zu bauen, was staatliche Gelder von der University of Virginia abgezogen hätte; Befürworter der Pläne kritisierten, an der University of Virginia würde nur Medizingeschichte, aber keine Praxis gelehrt. Der Bau des anatomischen Theaters stellte den Lehrauftrag in Charlottesville klar und war damit zugleich ein Schritt gegen den College-Umzug und die finanzielle Umschichtung.
Im Innern von Jeffersons Bau fielen Sitzreihen oktogonal zum Mittelpunkt der Grundfläche ab, an dem die Obduktionen durchgeführt wurden. Eine ausreichende Beleuchtung stellte Jefferson durch hohe Fenster, die keinen Einblick von außen erlaubten, und ein zentrales Oberlicht sicher. Das Backsteingebäude wurde im Februar 1827 fertiggestellt. 1886 musste es nach einem Brand, vermutlich ohne seine Laterne, neu aufgebaut werden. Ab 1926 wurde es vor allem von den Sozialwissenschaften an der Universität genutzt, nach 1929 erhielt es ein kleines, säulenumstandenes Portal. 1938 wurde das anatomische Theater abgebrochen, als direkt daneben die Alderman-Bibliothek gebaut wurde. Es ist der einzige bedeutende Bau von Jefferson an der University of Virginia, der heute nicht mehr steht. 1997 wurden an der Stelle archäologische Ausgrabungen zur Bauweise im 19. Jahrhundert im Allgemeinen und zum Bau des anatomischen Theaters im Besonderen durchgeführt.

### Der übrige Campus
Die meisten Fakultäten wie auch Studentenwohnheime sind auf dem südlichen Campusteil untergebracht. Hier steht, unmittelbar im Westen der Rotunda, auch die 1885–1890 entgegen Jeffersons Plänen errichtete überkonfessionelle Kapelle. Einen knappen Kilometer weiter südwestlich liegt das Scott-Stadion, das 1931 gebaute und seither mehrfach vergrößerte Stadion für American-Football-Spiele und andere stadienfüllende Veranstaltungen.
Außerdem steht hier, im Norden des akademischen Dorfes, das in einem mittelgroßen, 1934–1935 errichteten Backsteinbau untergebrachte Kunstmuseum der Universität (University of Virginia Art Museum), dessen Sammlung gut 10.000 Objekte umfasst. Neben der ständigen Ausstellung von nordamerikanischer und europäischer Kunst des 15. bis 19. Jahrhunderts sowie einigen Exponaten aus Asien, der europäischen Antike und dem 20. Jahrhundert richtet das Museum jedes Jahr 10 bis 20 Wechselausstellungen aus. Die ethnografischen Sammlungen aus Afrika, Amerika und Ozeanien sowie Alte Meister und Photographien werden nur als Teil der Wechselausstellungen gezeigt.

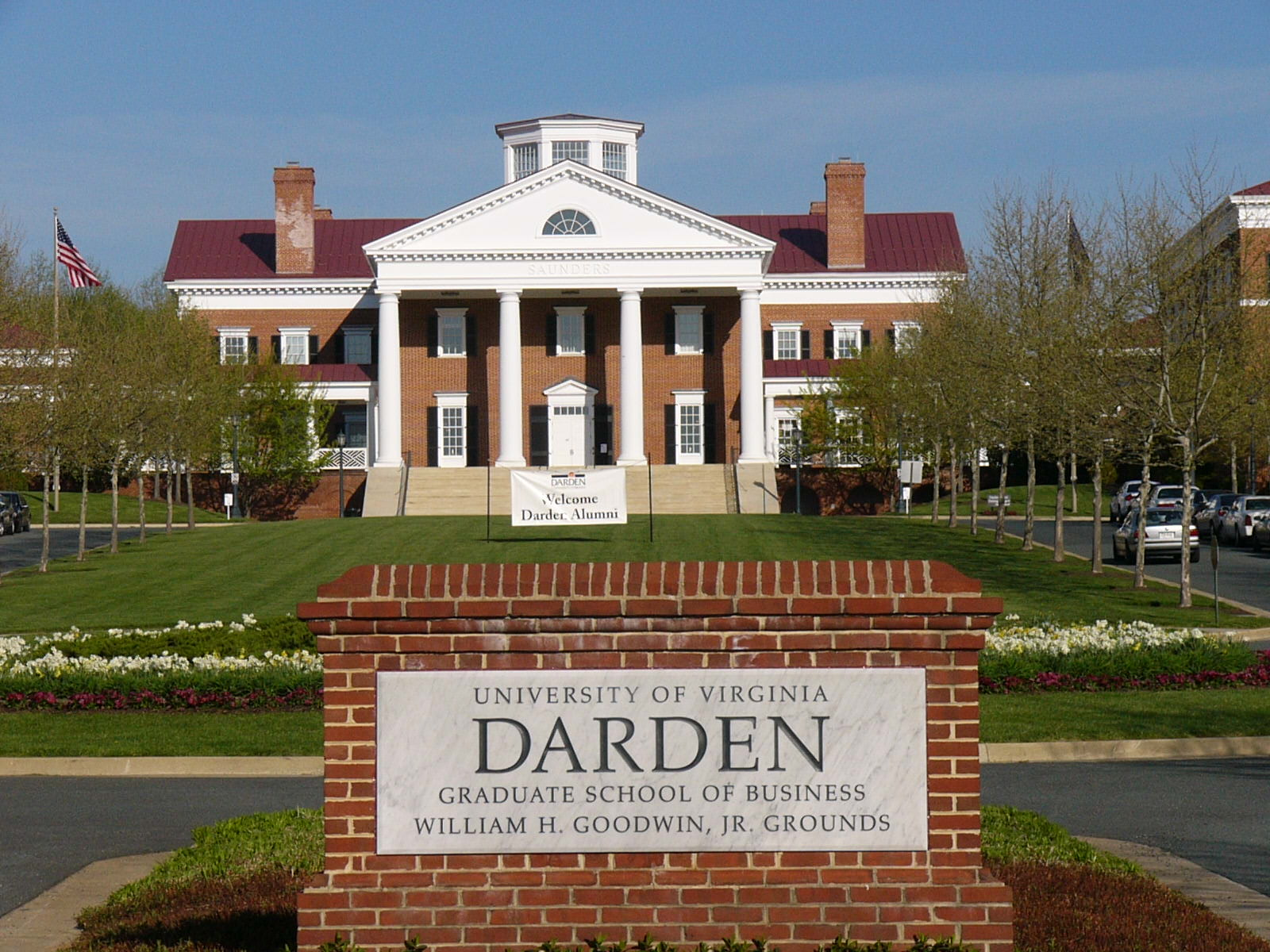
Zufahrt zur Darden School

Im Westen des Südcampus, auf dem bewaldeten Observatory Hill (Sternwartenhügel) ist neben einem kleinen Atomreaktor für Forschungszwecke auch das Hauptquartier des National Radio Astronomy Observatory (NRAO) untergebracht, einer staatlichen US-amerikanischen Forschungsorganisation für Radioastronomie. Das NRAO betreibt Radioteleskope an mehreren Standorten in den Vereinigten Staaten und Chile, in Charlottesville ist hingegen nur das Hauptquartier untergebracht. Dort befindet sich auch das vom NRAO betriebene nordamerikanische Zentrum für die wissenschaftliche Nutzung des Atacama Large Millimeter Array (ALMA) und ein Technologiezentrum. Das NRAO arbeitet teilweise mit der University of Virginia zusammen, zum Beispiel durch die akademische Betreuung von Studenten. Der Astronomie-Fachbereich der Universität betreibt indes mehrere eigene, kleinere Teleskope auf dem Campus und im Süden von Charlottesville.
In der zweiten Hälfte des 20. Jahrhunderts wurden aufgrund des Wachstums der Universität zusätzlich Teile des nördlichen Campus (North Grounds) ausgebaut. Seit 1974/1975 sind dort vor allem die School of Law (rechtswissenschaftliche Fakultät) und die Darden Graduate School of Business (Business als spezielle Form der Betriebswirtschaftslehre) untergebracht. Beide waren zunächst in den heutigen Gebäuden der School of Law untergebracht. In einem weiteren Ausbau, finanziert durch Privatspenden von insgesamt 77 Millionen Dollar, entstand in den 1990er Jahren in der Nähe dieser Gebäude ein neuer Komplex aus neun Gebäuden für die Darden School, deren repräsentativer Stil – roter Backstein mit weißen Elementen, in der Mitte eine Rasenfläche – eng an das akademische Dorf von Jefferson angelehnt ist.
Auf dem nördlichen Campus befindet sich außerdem schon seit 1951 das Judge Advocate General’s Legal Center and School, ein Jura-Ausbildungszentrum des Judge Advocate General’s Corps (kurz: JAG Corps) der US-amerikanischen Armee. Das Zentrum liegt nahe der heutigen School of Law der University of Virginia und nutzt zum Teil ihre Einrichtungen, vor allem die umfangreiche Bibliothek, ist aber organisatorisch unabhängig und vergibt einen eigenen Master-of-Laws-Abschluss.
Zwischen dem südlichen und nördlichen Campusteil liegen unter anderem Sportanlagen, einige kleinere Gebäude, Grünflächen und Parkplätze, die ebenfalls der Universität gehören. Dazu gehören auch die University Hall (kurz U-Hall), die jahrelang als Basketball-Spielstätte und Veranstaltungshalle diente. Am 1. August 2006 wurde in ihrer Nähe die größere John Paul Jones Arena eingeweiht, die seither die University Hall für Sport und Veranstaltungen abgelöst hat.

## Studienbedingungen
Die University of Virginia gilt als eine der besten öffentlichen Universitäten der Vereinigten Staaten und als eine der 25 besten Universitäten des Landes. Seitdem die Rankings von U.S. News & World Report öffentliche und private Universitäten getrennt aufführen, hat die University of Virginia stets den ersten oder zweiten Platz unter den öffentlichen Universitäten belegt (Stand 2008). Insgesamt wurde die Universität seit 1993 von U.S. News & World Report neunmal als beste staatliche US-Universität ausgezeichnet (davon einmal, im Jahr 2003, punktgleich mit der University of California Berkeley; Stand 2008). Die University of Virginia ist einziges US-Mitglied von Universitas 21, einem internationalen Verbund von Forschungsuniversitäten, und seit 1904 Mitglied der Association of American Universities, einem seit 1900 bestehenden Verbund von mittlerweile 62 führenden nordamerikanischen Forschungsuniversitäten.
Auch die Qualität der Studenten ist überdurchschnittlich hoch. Für das Studienjahr 2007–2008 wurden 65,2 % der Bachelor-Studienbewerber abgelehnt, 87 % der Studienanfänger gehörten als Schüler zu den besten 10 % ihrer Schule. Die University ist unter den staatlichen Universitäten führend in der Zahl der Studenten, die eines der prestigeträchtigen Rhodes-Stipendien erhalten haben (45 bis 2004/05), und belegt Platz 6 unter allen US-Universitäten (nach Harvard, Yale, Princeton, West Point und Stanford).

### Zahlen zu den Studierenden
Im Herbst 2020 waren 25.628 Studierende an der University of Virginia eingeschrieben. Davon strebten 17.310 (67,5 %) ihren ersten Studienabschluss an, sie waren also undergraduates. Von diesen waren 56 % weiblich und 44 % männlich. 16 % bezeichneten sich als asiatisch, 7 % als schwarz/afroamerikanisch und 7 % als Hispanic/Latino, womit sich insgesamt 30 % der Studierenden diesen ethnischen Minderheiten zurechnete, während sich 56 % als weiß und 4 % als Ausländer beschreiben. 8.318 (32,5 %) arbeiteten auf einen weiteren Abschluss hin, sie waren graduates.
2010/2011 waren es 21.049 Studierende gewesen.

### Studienfächer und Fakultäten
Die University of Virginia hat ein breites Studienangebot, das sowohl traditionelle Studienfächer (zum Beispiel Englisch, Jura, Medizin usw.) als auch viele Spezialdisziplinen (zum Beispiel Audiologie/ Kommunikationsstörungen, Informations-Sicherheitsmanagement, Strukturelle und solide Mechanik usw.) umfasst.

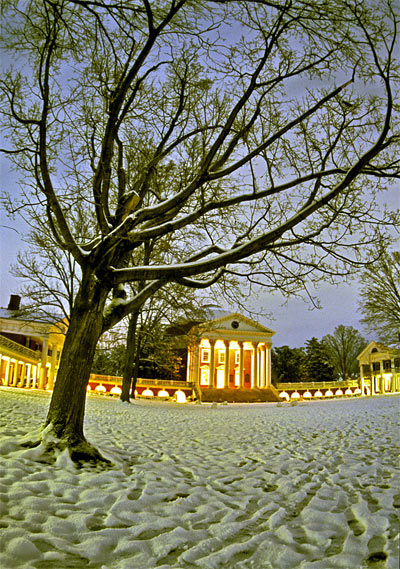
Der zentrale Lawn im Winter

Bereits von Thomas Jefferson wurde die Regelung eingeführt, nach der Abschlüsse von der University of Virginia nur für akademische Leistungen, nicht aber „ehrenhalber“ (z. B. als Ehrendoktortitel) vergeben werden. (Auszeichnungen für Universitätsexterne gibt es nur in Form der Thomas Jefferson Medal in Architektur und des Thomas Jefferson Award in Law, also in zwei Bereichen, die Jefferson besonders wichtig waren.) Angeboten werden insgesamt über 50 Bachelorabschlüsse in knapp 50 Bereichen, über 80 Masterabschlüsse in mehr als 65 Bereichen, sechs Abschlüsse für Spezialisten in Pädagogik, zwei first professional degrees (erste berufsqualifizierende Abschlüsse in den Vereinigten Staaten; Medizin und Jura) sowie über 55 Doktorenabschlüsse in über 50 Bereichen (Stand 2008).
Wie in den Vereinigten Staaten üblich, werden die Abschlüsse der University of Virginia von Fakultäten vergeben, die in mehrere universitätsinterne Institute organisiert sind. Den größten von ihnen – College of Arts and Sciences und Graduate School of Arts and Sciences – gehören vor allem die Geistes- und Sozialwissenschaften an. Die übrigen elf Institute umfassen (geordnet nach Studentenzahlen)
die School of Engineering and Applied Science (Ingenieurwissenschaften), die School of Law (Jura), die Curry School of Education (Pädagogik, Psychologie-Spezialbereiche), die McIntire School of Commerce (vor allem Volkswirtschaft), die Darden Graduate School of Business Administration („Business“ als spezielle Form der Betriebswirtschaftslehre), die School of Medicine (Medizin), die School of Architecture (Architektur), die School of Nursing (Krankenpflege, medizinische Assistenz) und die School of Continuing and Professional Studies (Erwachsenenbildung, unter anderem als Fernuniversität). (Verweise auf Einzelartikel der englischen Wikipedia für alle Institute: siehe weiterführende Informationen) 2007 wurde die Frank Batten School of Leadership and Public Policy gegründet.
Angeschlossene Forschungseinrichtungen
- Seltene Bücher Rare Book School,
- Center for Chemistry of the Universe,
- National Radio Astronomy Observatory,
- University of Virginia Center for Politics,
- Weldon Cooper Center for Public Service,
- Sorensen Institute for Political Leadership,
- Miller Center of Public Affairs (gegr. 1975)
- Fralin Museum of Art.

### Finanzielle Ausstattung und Studiengebühren

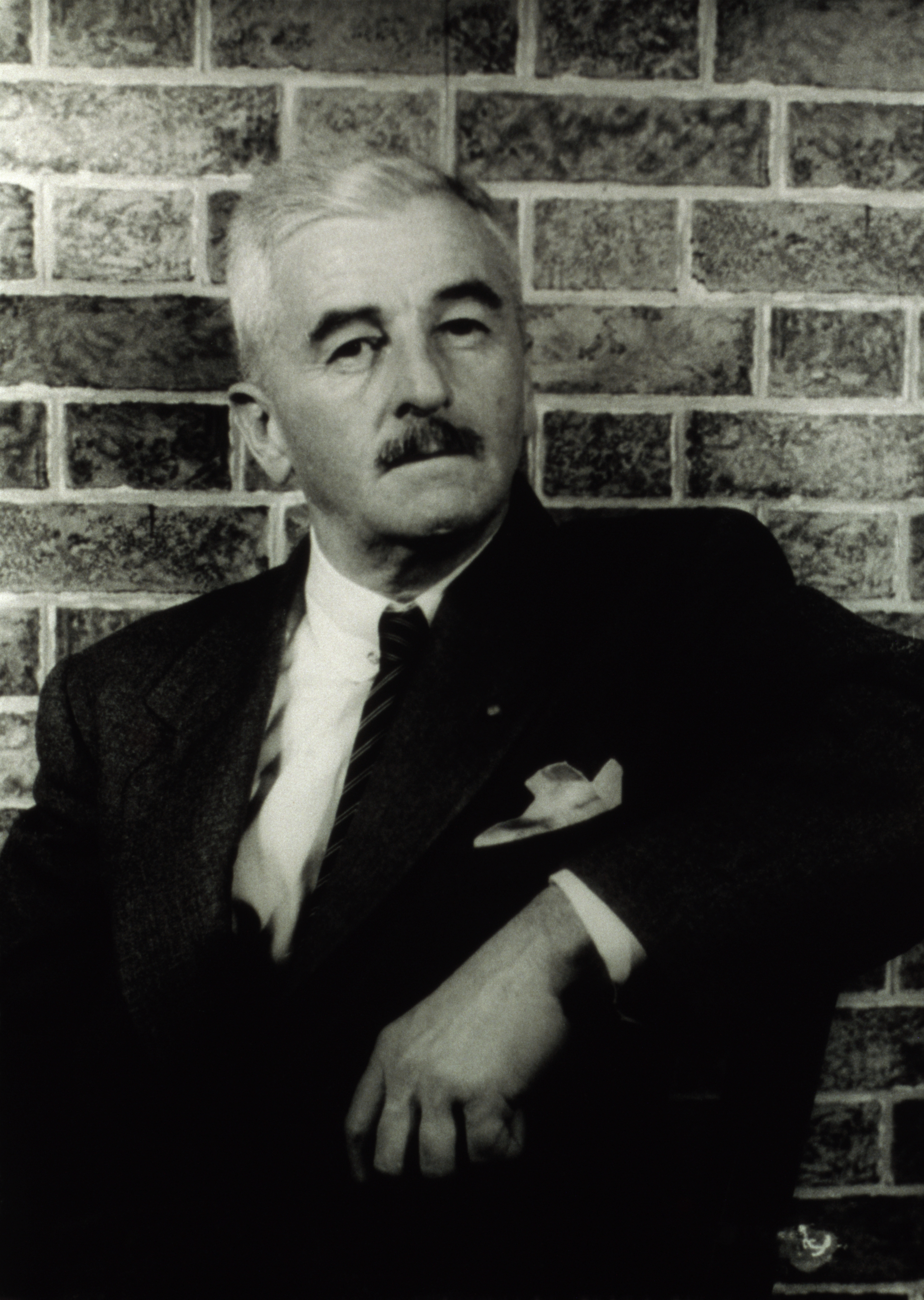
Nobelpreisträger William Faulkner: Dozent und writer in residence

Die University of Virginia ist eine der finanziell bestausgestatteten Universitäten der Vereinigten Staaten. Im Jahr 2004 gelang es der University of Virginia als erster öffentlicher US-Universität, mehr Gelder aus privaten Quellen zu erhalten als vom sie finanzierenden Bundesstaat (d. h. Virginia). In einem Universitätenvergleich aus dem Jahr 2006 stand die Universität mit den jährlichen Erträgen aus 3,6 Milliarden US-Dollar Stiftungsgeldern (sog. endowment, Gelder der Universität und Stiftungen für die Universität) nach der University of Texas (13,2 Mrd.), der University of California (5,7 Mrd.) und der University of Michigan (5,7 Mrd.) an vierter Stelle unter den staatlichen Universitäten der Vereinigten Staaten bzw. an 20. Stelle unter allen Universitäten. Die finanzstärksten Universitäten haben zudem höhere Studentenzahlen – mit ca. 177.000 US-Dollar pro Student pro Jahr hatte die University of Virginia die höchsten endowment-Gelder pro Student unter allen öffentlichen Universitäten der Vereinigten Staaten.

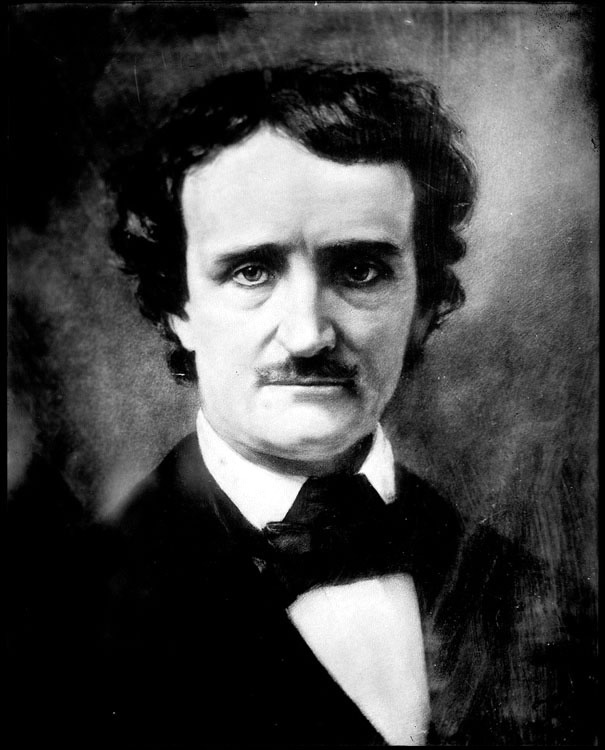
Edgar Allan Poe verließ die Universität nach nur einem Jahr, nachdem er sich beim Glücksspiel verschuldet hatte

Die Studiengebühren sind trotz der guten Finanzausstattung der Universität vergleichbar mit anderen US-amerikanischen Top-Universitäten oder – für Studenten, die nicht aus Virginia kommen – sogar unter den teureren Universitäten, denn die Kluft zwischen Gebühren für einheimische und andere Studenten ist im Vergleich mit den entsprechenden Unterschieden anderer staatlicher US-Universitäten groß. So liegen die jährlichen Gebühren über 9.000 US-Dollar für Studenten aus Virginia und bei knapp 30.000 US-Dollar für Studenten von außerhalb. Höhere Gebühren fallen – wie an anderen US-Universitäten – in der Regel für Studiengänge an, die in bestimmten, unabhängigen Fachbereichen der Universität (professional schools) angeboten werden. Die Studiengebühren dort reichen für Studenten, die nicht aus Virginia kommen, bis zu über 42.000 US-Dollar für Medizinstudenten oder über 45.000 US-Dollar für MBA-Studenten (Stand 2008).
Vor allem für Studenten vor dem Bachelor gibt es an der University of Virginia finanzielle Unterstützung für US-amerikanische Studenten. 2005/06 erfuhren 23,5 % aller Bachelor-Studenten zumindest teilweise Unterstützung, insgesamt brachte die Universität dafür 41,5 Millionen US-Dollar auf. Die Gelder wurden traditionell vor allem als Zuschüsse und Kredite gewährt. Seit 2004 besteht jedoch ein neues Programm („AccessUVa“) zur finanziellen Unterstützung von Studenten, das die nachgewiesenen Bedürfnisse der Studenten zu 100 % finanziert. Das Programm ist in den USA das erste, das bedürftigen Studenten (aus Familien bis zu 200 % über der Armutsgrenze) komplette Ausbildungsförderungen – im Gegensatz zu Krediten – bietet. Studenten nach dem Bachelor haben darüber hinaus, wie auch an anderen US-Forschungsuniversitäten, in vielen Fachbereichen die Möglichkeit, als geringverdienende Lehr- oder Forschungsassistenten (teaching/ research assistents) angestellt zu werden.
Daneben gibt es Stipendien für begabte Studenten. Namentlich die Jefferson-Scholars-Stiftung (Jefferson Scholars Foundation) vergibt vierjährige Stipendien an derzeit insgesamt 125 Studenten vor dem Bachelor sowie weitere Stipendien an Studenten jenseits des Bachelor-Abschlusses. Stipendiaten der universitätseigenen honors programs (engl.: „Ehrenprogramme“, Förderprogramme für begabte Studenten) Echols (seit 1960 in Arts and Sciences; ca. 8,5 % der dortigen Studenten) und Rodman (seit 1979 in den Ingenieurwissenschaften, d. h. an der University of Virginia School of Engineering and Applied Science; ca. 35 Neustipendiaten pro Jahr) hingegen erhalten keine finanzielle Unterstützung, sondern werden durch besondere Betreuung, freiere Kurswahl und/oder spezielle Kurse und Unterbringung in bestimmten Studentenheimen gefördert.

### Lehrkörper
Im Durchschnitt werden 11 Studenten der University of Virginia von einem der über 2.614 Professoren oder Dozenten betreut (Stand 2020), wobei in der Praxis – wie an US-Universitäten allgemein üblich – Studenten nach dem Bachelor (graduate students) eine intensivere Betreuung als jene vor dem Bachelor (undergraduate students) erhalten.
Der wissenschaftliche Standard der Dozenten und Professoren an der Universität ist allgemein sehr hoch. So wurde die University of Virginia bereits 1985 als eine der ersten acht Universitäten als „Public Ivy“ bezeichnet (der Kreis der Namensträger wurde später um 17 bis 18 Universitäten ausgeweitet) und ist außerdem Mitglied der Association of American Universities, einem seit 1900 bestehenden Verbund der führenden nordamerikanischen Forschungsuniversitäten. Zum Lehrkörper an der Universität haben Preisträger vieler Auszeichnungen gehört, unter anderem vier Nobelpreisträger, ferner Professoren, die durch ein National Endowment for the Humanities oder von der David and Lucile Packard Foundation gefördert wurden, sowie zweistellige Zahlen von Guggenheim- und Fulbright-Stipendiaten.
Die Professoren wohnten ursprünglich in den Pavillons des akademischen Dorfes (siehe Pavillons) zwischen den Studenten. Heute lebt jedoch nur noch eine kleine Minderheit auf dem Campus. Zu ihnen gehören die Bewohner der Pavillons am Lawn wie auch Dozenten in manchen Studentenwohnheimen.

### Bibliothek

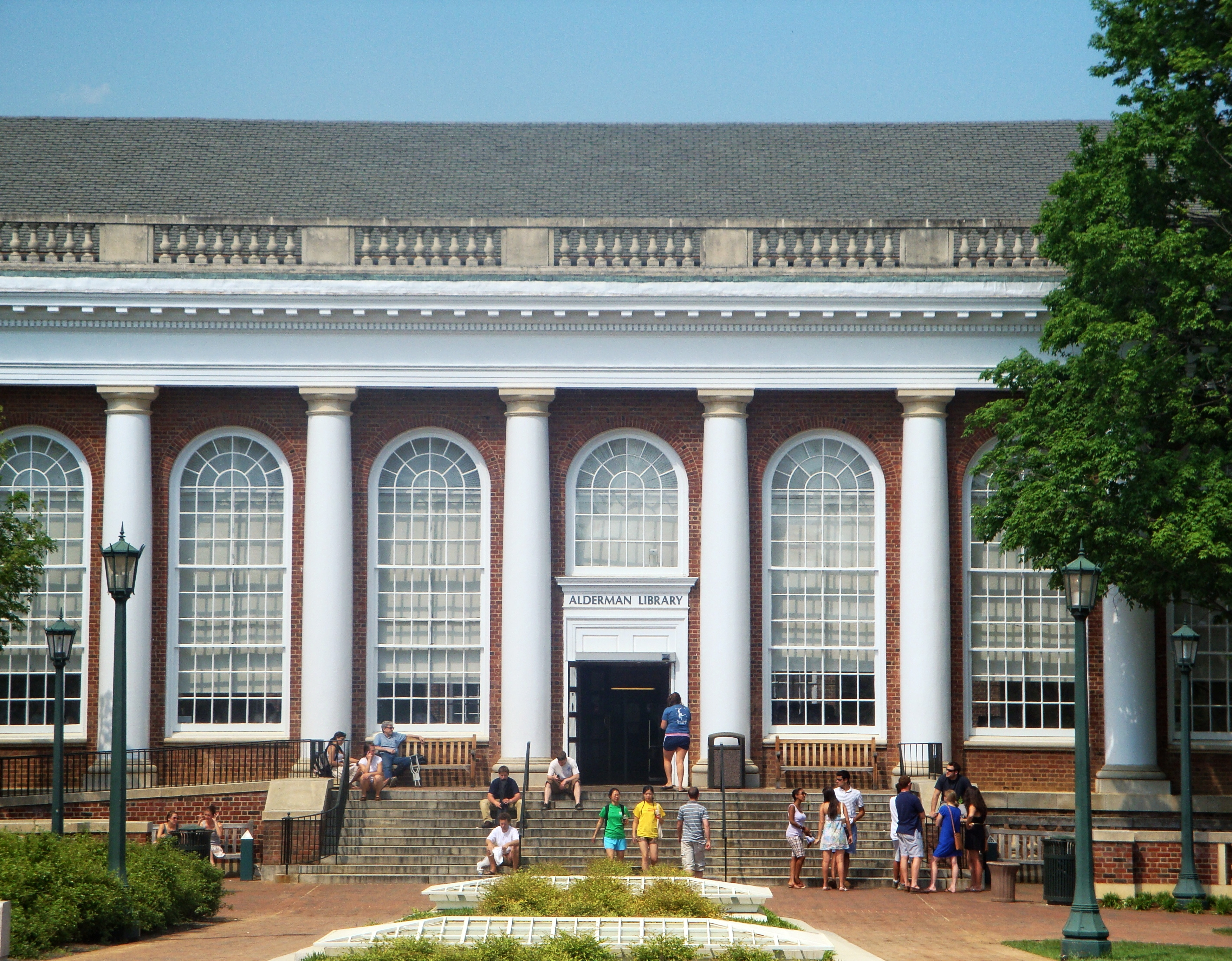
Alderman Library

Die University of Virginia hat eine der größten Bibliotheken der USA. Ursprünglich in Jeffersons Rotunda untergebracht, wuchsen die Bestände der Bibliothek von zunächst 8.000 auf über 56.000 Bände im Jahr 1895. Nach einem Einbruch der Zahlen auf 17.194 Bände durch den Brand der Rotunda setzte sich der starke Anstieg fort (1925: 130.000; 1950: 600.000 Bände). Im Dezember 2006 war die Bibliothek mit über 5 Millionen Bänden die 32.-größte Bibliothek der USA und, als 22.-größte US-Universitätsbibliothek, die 13.-größte Bibliothek einer staatlichen Universität des Landes. Daneben ist die Bibliothek vor allem für ihre 17 Millionen Manuskripte und über 150.000 Karten bekannt. 2005–2006 wurden über eine Million Bücher ausgeliehen und 1,5 Millionen Artikel von Online-Zeitschriften heruntergeladen. Mit sich ändernden Ausleihgewohnheiten ging die Zahl ausgeliehener Bücher 2006–07 auf knapp 680.000 zurück, während auf gut 2,3 Millionen Online-Zeitschriften-Artikel zugegriffen wurde. Die Jahresausgaben lagen bei über 26 Millionen US-Dollar.
Aufgrund des Wachstums wurden ab dem 20. Jahrhundert kleinere Zweigbibliotheken gegründet, so dass die Bibliothek heute in 17 Fachbereichsbibliotheken auf dem Campus untergebracht ist; die Rotunda wird nicht mehr für die Bibliothek genutzt. Die Hauptbibliothek ist seit 1938 die unmittelbar im Westen des akademischen Dorfes gelegene, zehnstöckige Alderman Library, die nach dem ersten Universitätspräsidenten benannt ist. Neben den Präsenzbibliotheken hat die Bibliothek einen Teil ihres Bestandes in ein Magazin (Ivy Stacks) im Westen der Universität ausgelagert.
Mehrere Sondersammlungen sind in der nach dem Mäzen Albert Small benannten Albert and Shirley Small Special Collections Library in der Harrison Institute/ Small Library untergebracht. Die Bibliothek besitzt unter anderem eine der 25 erhaltenen ersten Kopien der Unabhängigkeitserklärung der Vereinigten Staaten (sog. Dunlap Broadside) sowie zahlreiche thematisch verwandte Dokumente. Daneben gehört zu den Sammlungen die weltweit größte William-Faulkner-Sammlung. Der Nobelpreis- und Pulitzerpreisträger Faulkner (* 1897; † 1962) war ab 1957 writer in residence und Dozent an der Universität und vermachte ihr testamentarisch die bedeutenden Manuskripte und tausende Seiten von Unterlagen, die ihm zu seinem Todeszeitpunkt gehörten. Seine Tochter Jill Faulkner Summers übergab der Universitätsbibliothek außerdem im Juli 1998 und Oktober 2000 Teile der Privatbibliothek ihres Vaters.
1992 wurde von der Bibliothek die weltweit erste öffentliche Bibliothek für elektronische Bücher eingerichtet, das Elektronische Textzentrum (Electronic Text Center), das inzwischen 70.000 Texte aus den Geisteswissenschaften und 350.000 zugehörige Bilder elektronisch – und großenteils im Internet – zur Verfügung stellt (Stand 2001/2002). Davon sind 10.000 Texte und 164.000 Bilder öffentlich zugänglich. Heute bedienen zusätzliche elektronische Zentren oder Sammlungen weitere Fachgebiete.
Im November 2006 wurde die University of Virginia nach Harvard, Oxford und anderen Universitäten der neunte Partner des Projektes Google Book Search. Google wird hunderttausende Bücher digitalisieren und sie für Internetsuchen verfügbar machen.

### Ehrenkodex
Die Universität hat ein Ehrenkodex-System (engl.: Honor System bzw. honor code), das auf den 12. November 1840 zurückgeht. Damals wurde als Höhepunkt von seit Jahren aufflackernden studentischen Unruhen auf dem Lawn ein Professor erschossen (siehe Geschichte), der sterbend angeblich nicht seinen Mörder verriet, weil ein ehrlicher Mann sich selbst anzeige und ein unehrlicher Mann keinen Platz in der Universität verdiene. In der Folge des Todesfalls endeten die Unruhen, und 1842 wurde im Gedenken an den verstorbenen Professor das Ehrenkodex-System begründet. Es ist eines der ältesten Ehrenkodexsysteme der USA und das älteste, das in studentischer Selbstverwaltung ausgeübt wird. Vor Aufnahme des Studiums geloben die Studenten schriftlich Ehrlichkeit in persönlichen und akademischen Belangen. Die genaue Ausprägung hat sich im Laufe der Jahre gewandelt; heute ist es verboten zu lügen, zu stehlen und (bei Prüfungen) zu täuschen, wozu auch Plagiate gehören. Studenten werden in der Regel bei jeder Prüfung oder akademischen Arbeit gebeten, unter ihre Bearbeitung den folgenden Text zu schreiben: „Auf meine Ehre als Student [gelobe ich], ich habe bei dieser Prüfung / Arbeit weder [anderen] Hilfe gegeben noch Hilfe bekommen.“ (engl.: On my honor as a student, I have neither given nor received aid on this examination / assignment.) Bei einer Anklage wegen Verstoßes gegen den Ehrenkodex (zum Beispiel wegen Diebstahls oder eines Täuschungsversuchs bei einer Hausarbeit) wird ein spezieller „Gerichtsprozess“ anberaumt. Falls der angeklagte Student von wenigstens 80 % der acht bis zwölf studentischen Geschworenen schuldig gesprochen und der Regelverstoß nicht als trivial gewertet wird, muss der Student gemäß der Verfassung des Ehrenkomitees (Honor Committee Constitution) die Universität auf Dauer verlassen oder – falls er sein Studium bereits beendet hat – bekommt rückwirkend seinen Universitätsabschluss aberkannt; der Verweis bzw. die Aberkennung wird allerdings nicht öffentlich bekannt gemacht. Einem Verfahren und seinen Folgen kann ein Student nach einem Regelverstoß dadurch entgehen, dass er sich selbst anzeigt, bevor er von Verdächtigungen oder einer Anklageerhebung gegen ihn erfährt.

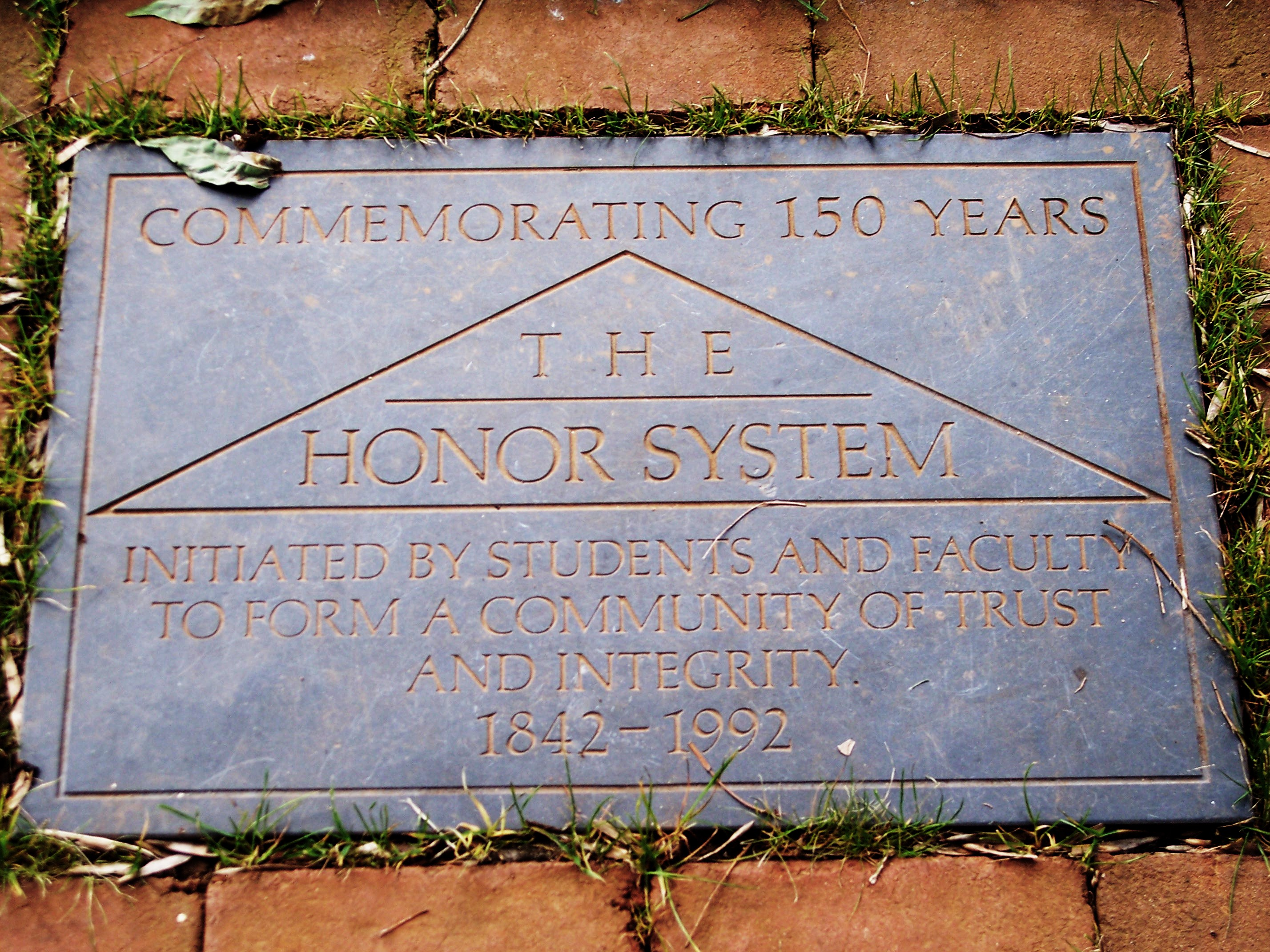
Gedenkplakette auf dem Lawn zum 150-jährigen Bestehen des Ehrenkodexes

Der Ehrenkodex wird an der Universität immer wieder kontrovers diskutiert. Kritisiert worden ist aus juristischer Sicht, ob die studentischen Gerichtsprozesse, gegen die es keine Berufung vor den regulären Gerichten der USA gibt, rechtmäßige Gerichtsverfahren (due process) im Sinne des 14. Zusatzartikels zur US-amerikanischen Verfassung darstellen, was jedoch bereits 1983 von einem US-amerikanischen Berufungsgericht anerkannt wurde. Unter Studenten und Professoren steht vor allem die unabgestufte Bestrafung durch Universitätsverweis (single sanction) im Mittelpunkt der Diskussionen, da sie keine Berücksichtigung der Schwere des Verstoßes erlaubt, weshalb einige Studenten vorziehen, kleinere Verstöße – entgegen den Bestimmungen des Ehrenkodexes – nicht anzuzeigen. Die Mehrzahl der Studenten hat sich in Studentenumfragen in der Vergangenheit trotzdem immer für die unveränderte Beibehaltung des Ehrenkodexes ausgesprochen, jüngst mit 60 % der abstimmenden Studenten am 28. Februar 2007 (Wahlbeteiligung 32 %). Als Vorteil wird vor allem angesehen, dass der Ehrenkodex insgesamt eine Atmosphäre von größerem Vertrauen und Ehrlichkeit schaffe. Zeitweilig war es den Studenten sogar möglich, Bücher oder Essen zu kaufen und dem Verkäufer lediglich ihr Wort zu geben, später zu bezahlen, wenn sie gerade kein Geld dabei hatten. Einige Professoren nutzen den Ehrenkodex zudem seit Jahren bei Prüfungen, die die Studenten jenseits von Seminarraum oder Vorlesungssaal schreiben dürfen (take home examinations). Sie setzen für diese Prüfungen etwa maximale Bearbeitungszeiten (z. B. vier Stunden) oder beschränken die erlaubten Materialien (z. B. keine Lehrbücher, kein Internet) und vertrauen darauf, dass die Studenten die Vorgaben eigenverantwortlich einhalten.
Zum bisher aufsehenerregendsten Fall unter dem Ehrenkodex kam es im Mai 2001, als ein Professor 1800 Kurzhausarbeiten für seine Physik-Einführungsveranstaltung mit einem selbst geschriebenen Computerprogramm auf übereinstimmende Textpassagen überprüfte und dabei 122 Studenten identifizierte, deren Arbeiten einer anderen in weiten Teilen glichen; die Zahl erhöhte sich später noch auf 158. Da der Professor auch Arbeiten untersucht hatte, die in vergangenen Semestern eingereicht worden waren, hatten einige der betroffenen Studenten die Universität bereits mit einem Abschluss verlassen. Die Vorfälle und mit ihnen die Diskussion über die unabgestufte Bestrafung erregten Aufmerksamkeit in den nationalen Medien. Da die Bestimmungen der Physikveranstaltung Bezugnahmen auf frühere Arbeiten erlaubten, wurden später vor allem die ursprünglichen Autoren der Hausarbeiten, von denen abgeschrieben wurde, vom Vorwurf, unehrlich „Hilfe gegeben“ zu haben, freigesprochen. 59 Studenten wurden schließlich unter dem Ehrenkodex formell angeklagt. Am 25. November 2002 wurden 20 Studenten und Absolventen der Universität schuldig gesprochen. 28 Studenten hatten bereits die Universität verlassen, um dem Verfahren zu entgehen.

### Freizeitaktivitäten
An der University of Virginia gibt es – wie an den meisten großen US-Universitäten – ein umfangreiches Freizeitangebot für Studenten. Die universitätseigenen Schwimmbäder, Fitnesscenter und Sportplätze werden ausgiebig in Anspruch genommen: Im Jahr 2005 nutzten nach Angaben des Vizesportdirektors (associate athletics director) der Universität, Mark Fletcher, 94 % der Studenten einen der vier Gebäudekomplexe für Sportangebote, wofür das US-amerikanische Nachrichtenmagazin Newsweek die University of Virginia zur hottest [university] for fitness (etwa: beste oder „coolste“ Universität für Fitness) kürte.
Daneben besteht eine Vielzahl von Studentengruppen oder -organisationen, die von Sport und Musik über Religion und Fremdsprachen bis zu beruflichen Interessengruppen und ehrenamtlichem Engagement (z. B. Blue Ridge Mountain Rescue Group, die in mehreren Bundesstaaten bei der Suche nach Vermissten hilft) reichen. Im November 2008 wurden an der Universität über 650 aktive Studentengruppen gezählt.
Wie auch an anderen großen US-Universitäten wird von Studenten eine täglich erscheinende, auflagenstarke Universitätszeitung betrieben. The Cavalier Daily besteht seit 1890 (bis 1948 als College Topics) und ist damit die älteste Zeitung in Charlottesville; mit der endgültigen Aufnahme einer täglichen Ausgabe in der Mitte des 20. Jahrhunderts wurde er außerdem die älteste College-Tageszeitung in Virginia. Die Zeitung hat heute eine tägliche Auflage von 10.000 Exemplaren und ist finanziell und inhaltlich unabhängig von der University of Virginia. The Cavalier Daily hat im Wettbewerb mit professionellen Tageszeitungen mehrfach Preise der Virginia Press Association erhalten. Mehrere bekannte Journalisten haben in ihrer Studienzeit am Cavalier Daily mitgewirkt, unter anderem die NBC- und CBS-Moderatorin Katie Couric, der zweifache Pulitzerpreisgewinner George P. Rodrigue III (Dallas Morning News) und der Pulitzerpreisträger Mike Vitez (The Philadelphia Inquirer).
An der Universität bestehen einige der in den USA üblichen Studentenverbindungen, von denen die Pi-Kappa-Alpha-Verbindung und die Kappa-Sigma-Verbindung, die heute jeweils an über 200 Standorten in den USA vertreten sind, an der University of Virginia gegründet wurden (1. März 1868 bzw. 10. Dezember 1869). Außerdem gibt es an der Universität mehrere „Geheimorganisationen“ (secret societies), die sich wohltätigen Zielen widmen, ohne das öffentliche Interesse zu suchen. Die drei bekanntesten und „geheimsten“ dieser Organisationen sind die IMP Society, deren Mitglieder bekannt sind, die Z Society, deren Mitglieder zumindest während ihrer Studienzeit anonym bleiben, und die Seven Society, deren Mitglieder erst nach ihrem Tod bekannt gegeben werden und die – trotz anonymer Mitglieder – unter anderem Gedenkplaketten auf dem Campus anbringt (siehe Bibliothek) sowie finanzielle Auszeichnungen und Stipendien an Nichtmitglieder vergibt. Die Symbole der drei Organisationen sind an viele Stellen auf dem Campus gemalt, so prangt ein Z auf den Stufen vor dem Nordportal der Rotunda (siehe Rotunda).
Darüber hinaus besteht ein – für eine große US-Universität übliches – vielseitiges Angebot an Vorträgen, Konzerten, Theateraufführungen, Sportveranstaltungen (siehe Leistungssport an der Universität) usw.

### Sprachliche Traditionen
An der University of Virginia werden mehrere universitätseigene und zum Teil – für US-Universitäten – relativ alte Traditionen gepflegt, von denen einige den Studenten, gemeinsam mit deren Auftreten, gelegentlich den Vorwurf des Elitedenkens eingetragen haben. Zu diesen Traditionen gehören sprachliche Besonderheiten.
Viele der Traditionen machen sich an der Person und den Idealen von Universitätsgründer Thomas Jefferson fest. So wird Thomas Jefferson im offiziellen universitären Sprachgebrauch als „Mr. Jefferson“ bezeichnet, und auch Professoren werden in der Regel als „Mr.“ oder „Ms.“ – im Gegensatz zu „Dr.“ oder „Professor“ – angesprochen. Der Brauch soll Jeffersons Streben nach Gleichheit aller Menschen, ohne Voreingenommenheiten durch Titel, Respekt zollen. Die einzige Ausnahme bilden Ärzte, die wie andernorts als „Dr.“ angeredet werden.
Daneben unterscheiden sich noch andere vereinzelte Sprachregelungen vom typischen Wortschatz an US-amerikanischen Universitäten (grounds oder sogar großgeschrieben Grounds anstatt campus für den Campus der University of Virginia sowie first years anstatt freshmen, second years anstatt sophomores etc.). Zum Teil wird die University of Virginia zudem als The University (zum Teil mit großgeschriebenem Artikel; deutsch etwa „die Universität“) bezeichnet, ein Ausdruck, der bereits mindestens seit 1903 in Gebrauch ist. Laut Antonin Scalia, einem ehemaligen Juraprofessor der Universität (1967–1971) und ehemaligem Richter am Obersten Bundesgericht der USA, ist die Bezeichnung in Virginia üblich, weil die übrigen Hochschulen des Bundesstaates ursprünglich nur ein vierjähriges Studium zum Bachelor (US-amerikanisch: college) anboten und die University of Virginia damit die einzige weiterführende Hochschule (US-amerikanisch: university) war. Heute wird die Bezeichnung The University zum Teil auch für Auto-Aufkleber benutzt, wie sie an den meisten Universitäten der USA – allerdings normalerweise mit dem offiziellen Universitätsnamen – verbreitet sind. Insbesondere die Benutzung dieses Namens wird von Außenstehenden oft als Snobismus kritisiert.

## Leistungssport

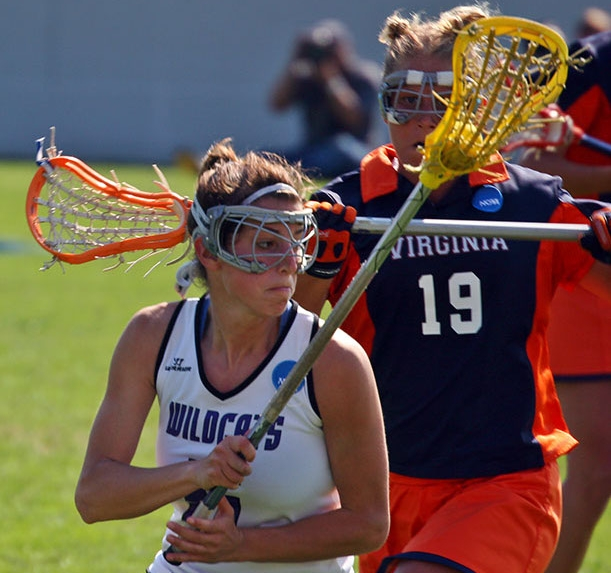
Meisterschaftsfinale im Lacrosse 2005 gegen die Wildcats

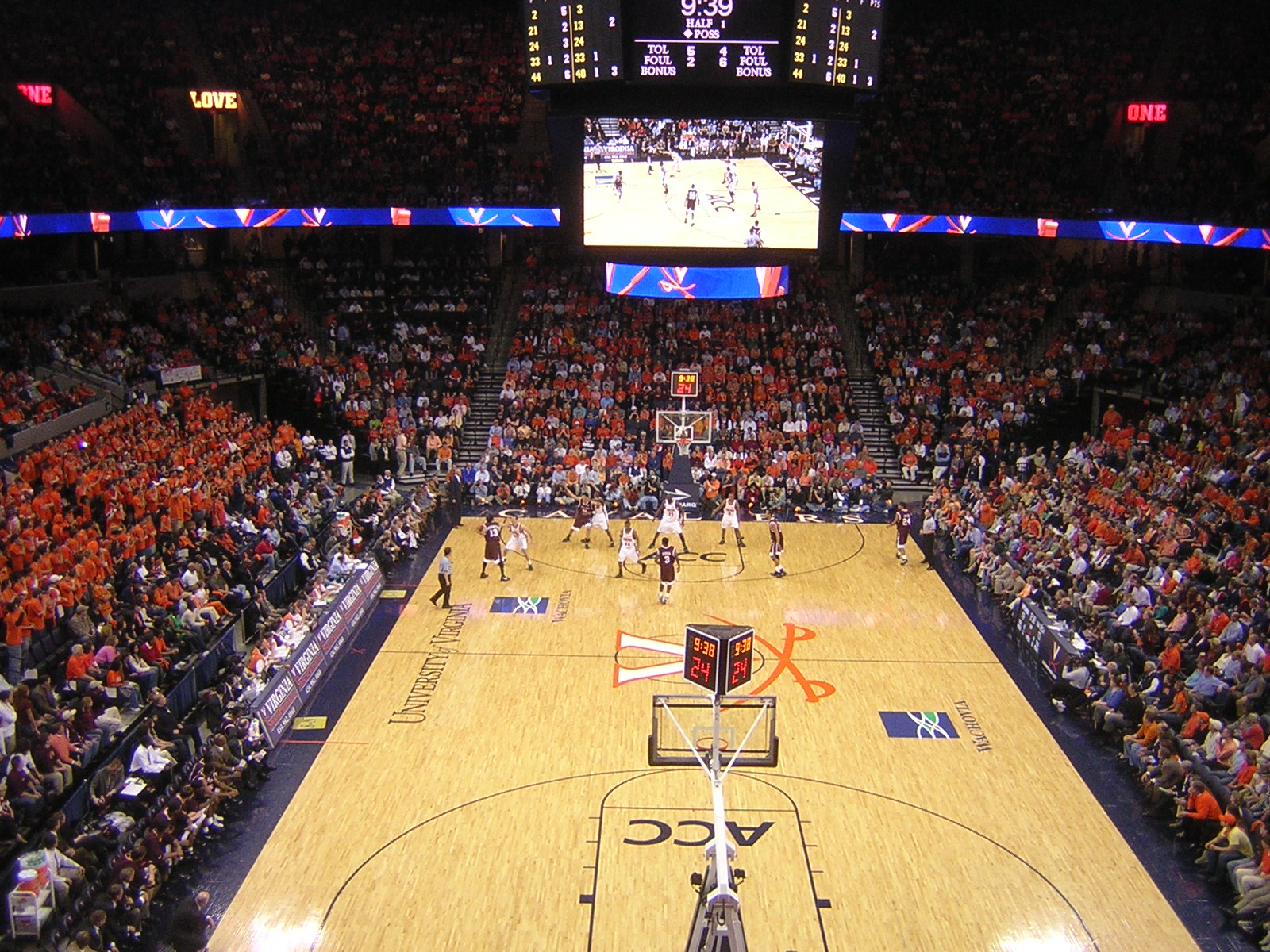
Gegen den Erzrivalen Virginia Tech in der John Paul Jones Arena

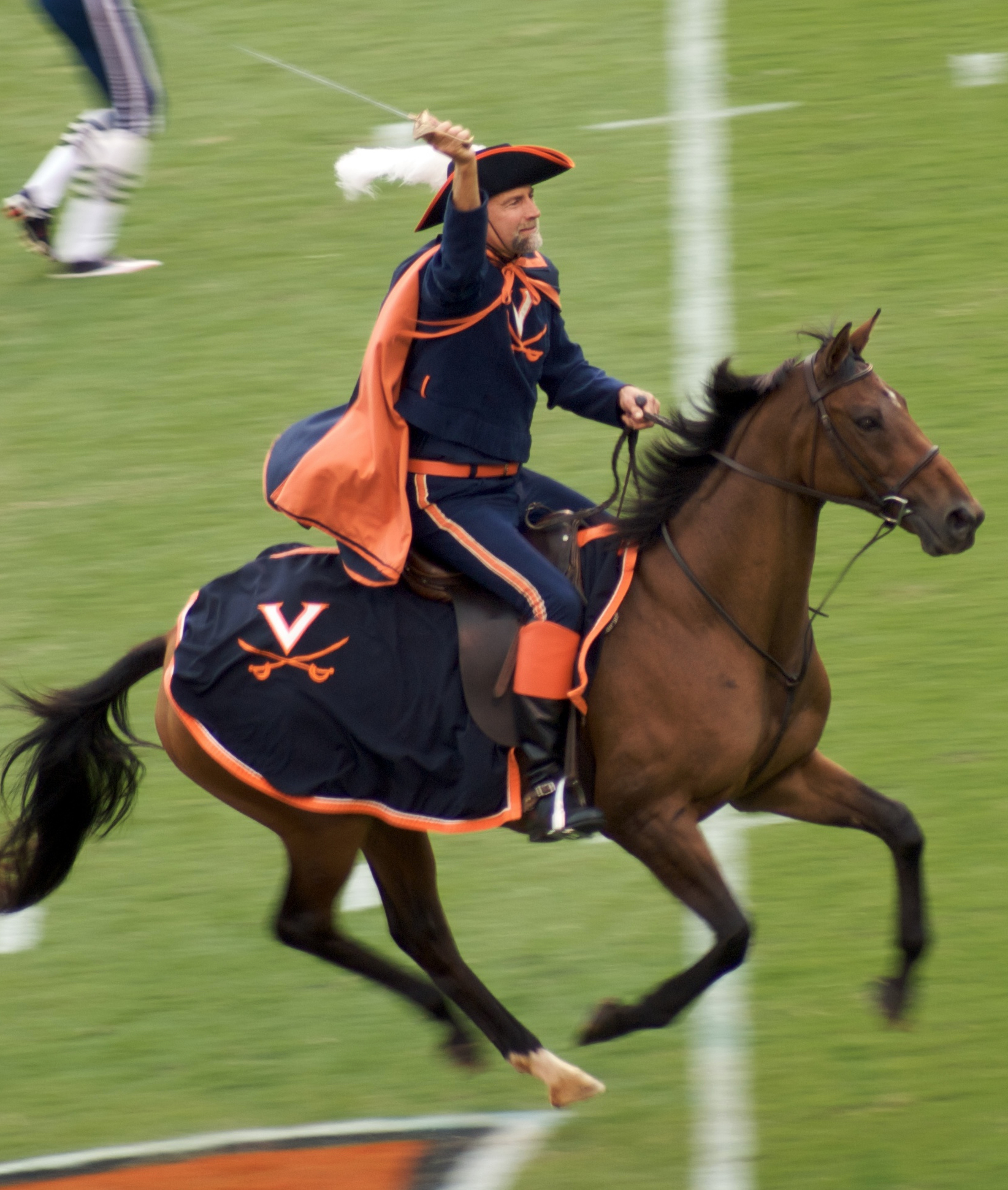
Der Cavalier vor einem Football-Spiel

Wie an US-Universitäten verbreitet werden an der University of Virginia neben dem studentischen Breitensport auch hochqualifizierte studentische Hochschulmannschaften gefördert. Mehrere dieser Mannschaften messen sich in der hochwertigen College-Liga Atlantic Coast Conference der National Collegiate Athletic Association (NCAA) mit Studenten anderer Hochschulen.
Bekannt ist die University of Virginia vor allem für Erfolge in Lacrosse (sechsfacher NCAA-Meister und vierfacher Vizemeister der Männer, dreifacher NCAA-Meister und fünffacher Vizemeister der Frauen) und Fußball (fünffacher NCAA-Meister der Männer unter dem langjährigen Trainer Bruce Arena).
Die größten Zuschauermengen ziehen jedoch die American-Football-Spiele an. Die Mannschaft der University of Virginia spielt in der ersten College-Liga der USA (Division I Football Bowl Subdivision, die frühere Division I-A), hat allerdings mit Ausnahme von 2003–2004 in den letzten Jahren keine überragenden Leistungen gezeigt. Dennoch ist das Stadion der Universität (Scott-Stadion: seit der Erweiterung im Jahr 2000 offiziell 61.500 Plätze; tatsächlicher Rekord: 63.701 Zuschauer im Spiel gegen die University of Miami am 13. November 2004) regelmäßig gut gefüllt, meist mit mehr als 50.000 Besuchern. Ein Teil der Besucher reist aus der Umgebung von Charlottesville an, so dass die Verkehrssituation an Spieltagen seit Jahren prekär ist (zum Vergleich: Charlottesville hat etwa 40.000 Einwohner, die Universität knapp 20.000 Studenten).
Beliebte Ereignisse sind außerdem die Basketball-Heimspiele, die mittlerweile in der 2006 eröffneten John Paul Jones Arena (Kapazität 15.219 Zuschauer für Basketball; wird auch für Konzerte u. a. genutzt) stattfinden.
Die Mannschaften der University of Virginia tragen den Namen Virginia Cavaliers. Der Name entstand in der ersten Hälfte des 20. Jahrhunderts und bezieht sich auf den Ausdruck Cavalier für die damals auch in Virginia weit verbreiteten Unterstützer der englischen Krone zu Zeiten des Englischen Bürgerkriegs (1642–1649) und Interregnums (1649–1660). Dementsprechend ist auch das Maskottchen der Universität, offiziell seit 1963, ein Cavalier – ein berittener, mit einem Säbel bewaffneter Uniformierter. Am 11. Oktober 1947 ritten zum ersten Mal als Cavaliers gekleidete Studenten vor einem Heimspiel auf das American-Football-Feld. In den folgenden Jahren gab es immer wieder Auftritte solcher Reiter, und inzwischen reitet seit mehreren Jahren vor jedem American-Football-Heimspiel ein als Cavalier gekleideter Mann säbelschwenkend in das Stadion ein, um das Publikum in Stimmung zu bringen.
Außer unter dem Namen Cavaliers sind die Mannschaften der University of Virginia – und oft auch die Studenten allgemein – traditionell unter mehreren weiteren Bezeichnungen bekannt. Nach dem spätestens 1890 vom Dartmouth College übernommenen (und dort heute nicht mehr benutzten) Schlachtruf der Universität – „Wah-hoo-wah!“ – werden die Mannschaften informell auch Wahoos oder kurz Hoos genannt. Der Ausdruck Wahoo entstand angeblich in den 1890er Jahren unter Baseball-Wettkampfgegnern der Washington and Lee University und wurde in der Folge von den Studenten der University of Virginia übernommen; er hat also nichts mit dem Fisch Wahoo zu tun. Heute werden die Namen zunehmend auch von den US-amerikanischen Medien benutzt, die die Mannschaften ansonsten als Cavaliers oder einfach als Virginia bezeichnen.
Bis 1888 waren die Universitätsfarben Grau und Kardinalrot, nach der Uniformfarbe der Südstaaten im Amerikanischen Bürgerkrieg und dem dort geflossenen Blut, 1888 wechselte die Universität zu den seither gebräuchlichen Farben Orange und Marineblau. Das Logo für den Universitätssport ist ein großes V mit zwei darunter gekreuzten Säbeln. Als Universitätslied, das vor allem bei Sportveranstaltungen (z. B. nach jedem Touchdown bei American-Football-Heimspielen) zu hören ist, dient seit 1893 The Good Old Song (engl.: Das Gute Alte Lied), eine umgetextete Version des Liedes Auld Lang Syne.

## Persönlichkeiten
Untrennbar ist die University of Virginia mit dem Namen ihres Gründers und Architekten Thomas Jefferson verbunden, so dass sie manchmal, zum Beispiel in manchen Buchtiteln, auch als Jefferson’s University bezeichnet wird. Noch heute wird in manchen Diskussionen über Entwicklungen oder Neuerungen wie auch Bauprojekte der Universität die Frage thematisiert, ob die Veränderungen in Jeffersons Sinne wären. Jefferson selbst sah die University of Virginia als eine seiner größten Errungenschaften an. Auf seinem Grabstein steht auf seinen eigenen Wunsch hin kein Wort über seine erfolgreiche US-Präsidentschaft, sondern schlicht Autor der Erklärung der amerikanischen Unabhängigkeit, des Gesetzes von Virginia für Religionsfreiheit und Vater der University of Virginia – „weil ich am meisten durch diese, als Empfehlungsschreiben, dass ich gelebt habe, in Erinnerung bleiben möchte“, wie Jefferson es ausdrückte.

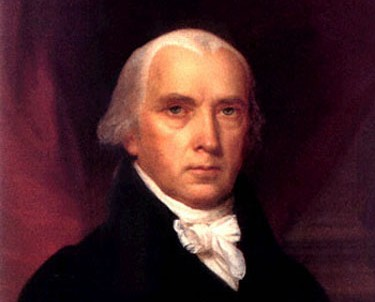
Madison, 4. US-Präsident bis 1817, Universitätsrektor ab 1826

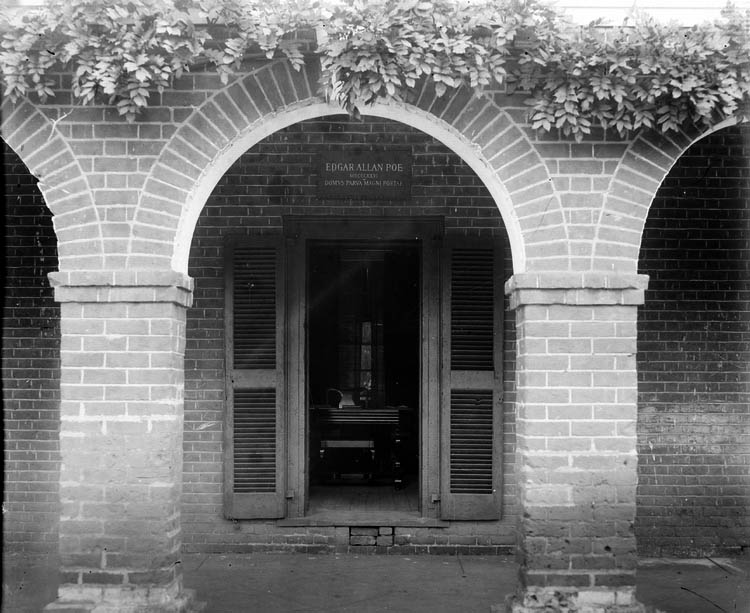
Edgar Allan Poes Zimmer im West Range 1915

Nach Jeffersons Tod wurde 1826 als zweiter Universitätsrektor James Madison gewählt, der vierte US-amerikanische Präsident, der Jefferson außerdem bei allen Schritten der Universitätsgründung zur Seite gestanden haben soll. Madison unterstützte außerdem die Universitätsbibliothek durch Bücher- und Geldspenden, die die ersten Stiftungsgelder (endowment) der Bibliothek darstellten (1.500 US-Dollar, entspräche im Jahr 2001 über 24.000 US-Dollar). Testamentarisch vermachte Madison der Universität seine eigene, umfangreiche Bibliothek, die auf 4.000 Bände geschätzt wird; vermutlich verkaufte jedoch John Payne Todd, Madisons Stiefsohn aus seiner Ehe mit Dolley Madison, einen Großteil der Sammlung, um Spielschulden zu begleichen, so dass die Universität nach rechtlichen Schritten nur noch 587 Schriften erhielt.
James Monroe, der fünfte US-amerikanische Präsident, gehörte unter Jefferson wie auch unter Monroe dem Board of Visitors an, jenem mehrköpfigen Rat, der die Universität leitete. William Barton Rogers unterrichtete von 1835 bis 1853 an der University of Virginia Naturphilosophie und leitete den Fachbereich Philosophie der Universität, bevor er in Cambridge (bei Boston in Massachusetts) das renommierte Massachusetts Institute of Technology (MIT) gründete.
Der Nobelpreis- und zweifache Pulitzerpreisträger William Faulkner (* 1897; † 1962) war von Februar bis Juni 1957 und im Jahr 1958 writer in residence und Dozent an der Universität. Dank Faulkners Testament und späterer Stiftungen hat die Universitätsbibliothek die weltweit größte Faulkner-Sammlung (siehe Bibliothek).
Zu den vielen in ihren jeweiligen Bereichen renommierten Professoren gehören unter anderem die Nobelpreisträger Alfred G. Gilman (University of Virginia: 1971–1981; Nobelpreis in Medizin 1994), Barry J. Marshall (1986–1996; Nobelpreis in Medizin 2005) und Ferid Murad (1970–1981; Nobelpreis in Medizin 1998). Ronald Coase unterrichtete 1958 bis 1964 Wirtschaft und veröffentlichte 1960 seinen berühmten Artikel „The Problem of Social Cost“, bevor er 1991 den „Wirtschaftsnobelpreis“ erhielt. Antonin Scalia lehrte von 1967 bis 1971 Jura, bevor er unter Richard Nixon in den Regierungsdienst und 1986 an den Obersten Gerichtshof der Vereinigten Staaten wechselte.
Mehrere spätere Berühmtheiten studierten an der Universität:
Edgar Allan Poe besuchte 1826–1827 ein Jahr die University of Virginia. Er war in dieser Zeit auch mehrfach zu Gast in Monticello, dem nahegelegenen Wohnsitz von Thomas Jefferson, zu dem Jefferson jeden Sonntag Professoren und Studenten einlud. Auf dem Campus ist in der Nähe des zentralen Lawn noch heute Poes Studentenzimmer im Stil seiner Zeit eingerichtet (siehe oben).

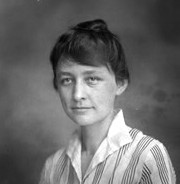
Malerin Georgia O’Keeffe an der University of Virginia 1915

Woodrow Wilson, der spätere 28. Präsident der Vereinigten Staaten, studierte von 1879 bis 1881 an der University of Virginia Jura (Adresse seines Studentenzimmers: 31 West Range); ihm wurde später, noch vor seiner US-Präsidentschaft, das neu eingerichtete Amt des Universitätspräsidenten angetragen, das Wilson aber ablehnte (siehe Geschichte). Juraabschlüsse von der University of Virginia erlangten auch der US-amerikanische Politiker Robert F. Kennedy, sein Bruder Edward „Ted“ M. Kennedy und sein Sohn Robert F. Kennedy Jr. Weitere berühmte Persönlichkeiten, die Abschlüsse von der Universität haben, sind zum Beispiel der Arzt und Erforscher der Gelbfieber-Übertragung, Walter Reed, oder der spanische Physiker und EU- und NATO-Politiker Javier Solana.
Die Malerin Georgia O’Keeffe besuchte zu einer Zeit, als Frauen noch nicht zum regulären Studium zugelassen waren, an der Universität Sommerkurse, in denen sie die Malerei für sich entdeckte. Später arbeitete sie an der University of Virginia mehrere Jahre als teaching assistent (etwa: Lehrassistent).
Weiterhin haben mehrere namhafte Sportler ihre Karriere an der University of Virginia begonnen. Neben einigen American-Football- und Basketball-Größen, wie Bill Dudley, Henry Jordan oder die Brüder Ronde und Tiki Barber, besuchten auch sieben spätere Mitglieder der US-amerikanischen Fußballnationalmannschaft die Universität, unter ihnen drei Jahre lang auch der langjährige Kapitän der Mannschaft, Claudio Reyna. Die Fußballmannschaft wurde außerdem von 1978 bis 1995 von Bruce Arena trainiert, der drei Jahre nach dem Abschied von Virginia das Training der US-amerikanischen Fußballnationalmannschaft (1998–2006) übernahm.
Weitere berühmte Persönlichkeiten, die an der Universität von Virginia studiert haben, – unter anderem vier Astronauten, mehrere Gouverneure und US-Senatoren, Pulitzerpreisträger und die Miss America 2005.

### Präsidenten der Universität

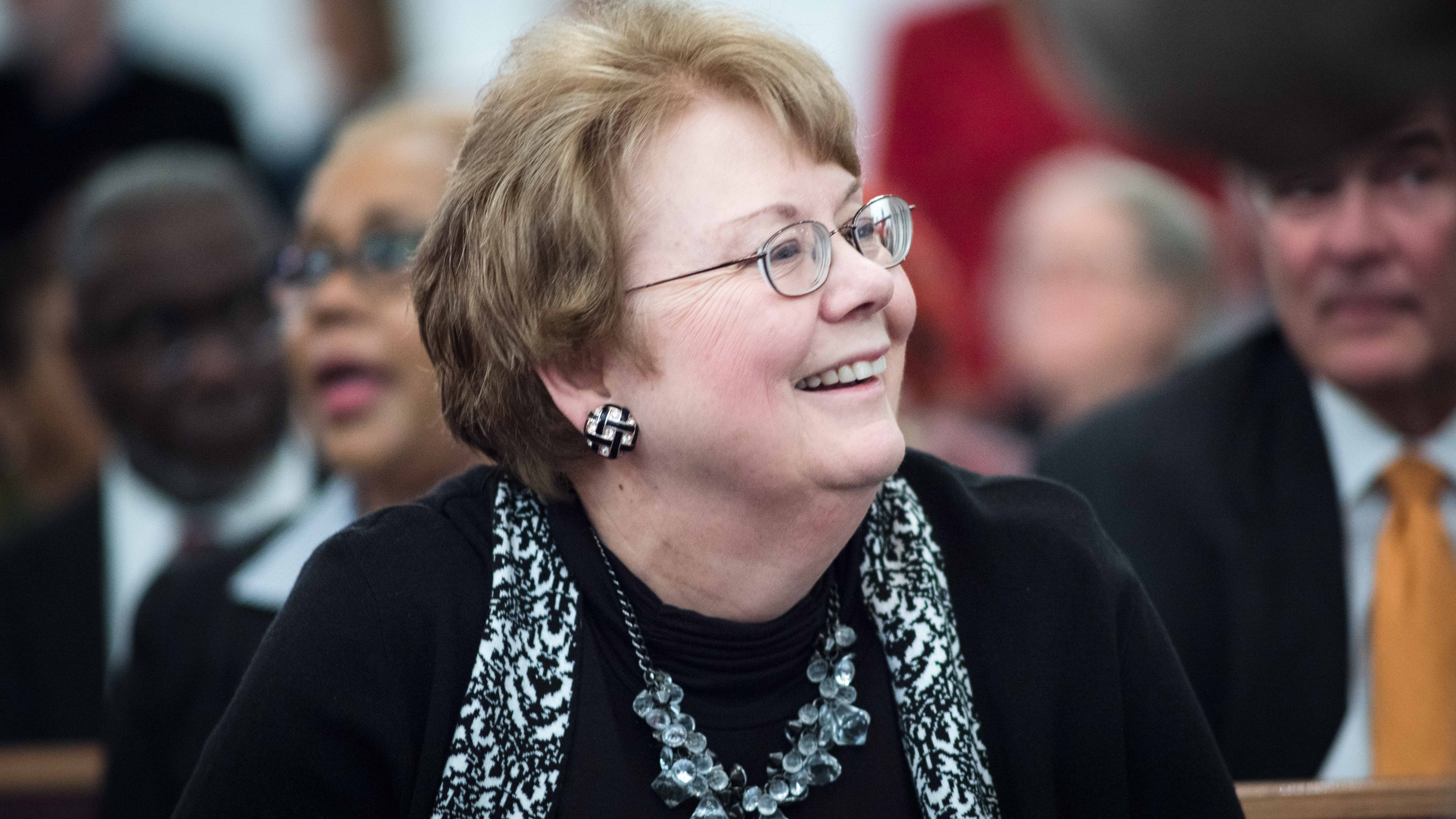
Teresa A. Sullivan, derzeitige Präsidentin der Universität

- Edwin Alderman (1904–1931)
- John Lloyd Newcomb (1931–1947)
- Colgate Darden (1947–1959)
- Edgar F. Shannon (1959–1974)
- Frank L. Hereford (1974–1985)
- Robert M. O’Neil (1985–1990)
- John T. Casteen (1990–2010)
- Teresa A. Sullivan (seit 2010)